# Liste des épisodes de Spider-Man
Ne doit pas être confondu avec Liste des épisodes de Spider-Man, l'homme-araignée.
La liste des épisodes de Spider-Man est l'ensemble des épisodes de la série de comic books Amazing Spider-Man, ainsi que des épisodes des séries secondaires ou périphériques dont Spider-Man est le personnage principal.
Pour chaque épisode, sont présentés le numéro du journal, le titre en français et en anglais, et un résumé de l'histoire.

## Amazing Fantasy

### Série originale (#15)
Spider-Man est créé pour le quinzième numéro d'Amazing Fantasy, dont les ventes chutent et qui est sur le point d'être supprimé. L'histoire de « Spiderman » est annoncée comme étant la première d'une série qui aurait dû continuer dans Amazing Fantasy #16, dont la parution est finalement annulée par l'éditeur-en-chef de Marvel, Martin Goodman.
| Numéro | Titre | Scénariste | Dessinateur | Date de publication |
| --- | --- | --- | --- | --- |
| | | | | |
| 15 | Spider-Man (Spider-Man) | Stan Lee | Steve Ditko | Août 1962 |
| Peter Parker est un brillant élève du lycée Midtown. Orphelin, il est élevé par son oncle Ben et sa tante May. Lors d'une expérience de laboratoire, il est mordu par une araignée radioactive et acquiert des pouvoirs surhumains. Il crée une toile d'araignée synthétique et un costume rouge et bleu, et prend le nom de Spider-Man. Peter décide d'utiliser ses capacités pour gagner de l'argent et est recruté par l'imprésario Maxie Shiffman, qui diffuse une émission sur lui à la télévision. Par égoïsme, il laisse s'échapper un cambrioleur. Ce cambrioleur tue son oncle Ben quelques jours plus tard. Peter comprend qu'un grand pouvoir implique de grandes responsabilités. | | | | |
| Remarques | Première apparition de Peter Parker/Spider-Man, Ben Parker, May Parker, Flash Thompson, Liz Allen, Sally Avril, Raymond Warren et du Cambrioleur. Couverture de Jack Kirby. Le personnage du professeur, appelé « Mr. Warren », sera plus tard révélé comme étant Raymond Warren, le frère de Miles Warren. | Première apparition de Peter Parker/Spider-Man, Ben Parker, May Parker, Flash Thompson, Liz Allen, Sally Avril, Raymond Warren et du Cambrioleur. Couverture de Jack Kirby. Le personnage du professeur, appelé « Mr. Warren », sera plus tard révélé comme étant Raymond Warren, le frère de Miles Warren. | Première apparition de Peter Parker/Spider-Man, Ben Parker, May Parker, Flash Thompson, Liz Allen, Sally Avril, Raymond Warren et du Cambrioleur. Couverture de Jack Kirby. Le personnage du professeur, appelé « Mr. Warren », sera plus tard révélé comme étant Raymond Warren, le frère de Miles Warren. | Première apparition de Peter Parker/Spider-Man, Ben Parker, May Parker, Flash Thompson, Liz Allen, Sally Avril, Raymond Warren et du Cambrioleur. Couverture de Jack Kirby. Le personnage du professeur, appelé « Mr. Warren », sera plus tard révélé comme étant Raymond Warren, le frère de Miles Warren. |

### Reprise ultérieure (#16 - #18)
Amazing Fantasy est repris en 1995 dans le but de montrer comment Peter Parker a évolué entre la mort de l'oncle Ben, qui conclut Amazing Fantasy #15, et son premier grand exploit décrit dans Amazing Spider-Man #1. Dans chacune de ces trois histoires, l'antagoniste représente ce que Peter Parker pourrait devenir s'il ne suivait pas l'adage selon lequel « de grands pouvoirs impliquent de grandes responsabilités ».
| Numéro | Titre | Scénariste | Dessinateur | Date de publication |
| --- | --- | --- | --- | --- |
| | | | | |
| 16 | (An Amazing World) | Kurt Busiek | Paul Lee | Décembre 1995 |
| Peter est rongé par la mort récente de son oncle. Liz Allen lui présente ses condoléances, mais Sally Avril et Flash Thompson continuent de faire de sa vie au lycée un enfer. Maxie Shiffman, l'agent artistique qui avait recruté Peter pour la télévision, le recherche désespérément pour relancer son émission. L'Araignée prend en filature un homme louche qui chercher à soutirer de l'argent à tante May, et le traque jusqu'à son lieu de travail, qui est géré par un gang d'escrocs. Peter apprend à utiliser son sens d'araignée. Le gang est arrêté par la police. | | | | |
| | | | | |
| 17 | (Amazing Adventures) | Kurt Busiek | Paul Lee, Terese Nielsen, Alexi Taylor, Greg Loudon, Ken Meyer Jr.                                                                                    | Janvier 1996 |
| Peter une offre de son ancien imprésario, Maxie Schiffman. Victimes d'un ressentiment généralisé, les mutants sont marginalisés dans la société. Spider-Man rencontre Joey, une jeune femme mutante qui peut voler dans les airs. Devenant amis, Peter met un peu de côté son activité de justicier jusqu'à ce qu'il comprenne qu'elle est à l'origine de terribles attentats. Spider-Man la défait, et comprend qu'elle travaillait pour quelqu'un. | | | | |
| | | | | |
| 18 | (The Amazing Spider-Man) | Kurt Busiek | Paul Lee | Mars 1996 |
| Le loyer étant difficile à payer pour May depuis la mort de Ben, Peter retourne voir son ancien agent pour lui demander un contrat. La nouvelle émission avec l'Araignée fait sauter le créneau télévisé qui devait être dédié à l'astronaute John Jameson, ce qui cause l'ire de J. Jonah Jameson. Alors qu'il va apparaître sur le plateau de télévision, un individu appelé Supercharger, qui manipule l'énergie électrique, fait irruption. Spidey le bat, sauvant les spectateurs d'une mort certaine.                                                                      | | | | |
| Remarques | La mention de John Jameson préfigure la première histoire d'Amazing Spider-Man. Première explication de la haine de J. Jonah Jameson pour Spider-Man. | La mention de John Jameson préfigure la première histoire d'Amazing Spider-Man. Première explication de la haine de J. Jonah Jameson pour Spider-Man. | La mention de John Jameson préfigure la première histoire d'Amazing Spider-Man. Première explication de la haine de J. Jonah Jameson pour Spider-Man. | La mention de John Jameson préfigure la première histoire d'Amazing Spider-Man. Première explication de la haine de J. Jonah Jameson pour Spider-Man. |

## Amazing Spider-Man
| Arcs narratifs            | Arcs narratifs                        | Numéros     | Numéros     |
| ------------------------- | ------------------------------------- | ----------- | ----------- |
| Les années lycée          | Les années lycée                      | #1 - #30    | #1 - #30    |
| Les années à l'université | Les années à l'université             | #31 - #185  | #31 - #185  |
| Les années en doctorat    | Les années en doctorat                | #186 - #252 | #186 - #252 |
| Âge de la maturité        | Le costume alien                      | #252 - #263 | #252 - #393 |
| Âge de la maturité        | Le retour du Super Bouffon            | #264 - #333 | #252 - #393 |
| Âge de la maturité        | Venom                                 | #293 - #334 | #252 - #393 |
| Âge de la maturité        | Retour des Sinister Six               | #334 - #393 | #252 - #393 |
| Saga du Clone             | Premier acte                          | #394 - #406 | #394 - #435 |
| Saga du Clone             | Deuxième acte                         | #407 - #435 | #394 - #435 |
| Retour à la normale       | Retour à la normale                   | #436 - #528 | #436 - #528 |
| Civil War                 | Guerre civile                         | #529 - #538 | #529 - #545 |
| Civil War                 | Back in Black                         | #539 - #543 | #529 - #545 |
| Civil War                 | One More Day                          | #544 - #545 | #529 - #545 |
| Brand New Day             | Brand New Day                         | #546 - #647 | #546 - #647 |
| Big Time                  | Big Time                              | #648 - #700 | #648 - #700 |
| Superior Spider-Man       | Saga principale                       | #701 - #731 | #701 - #733 |
| Superior Spider-Man       | Edge of Spider-Verse                  | #732 - #733 | #701 - #733 |
| Lucky to be Alive         | Lucky to be Alive                     | #734 - #753 | #734 - #753 |
| Renouvelez vos vœux       | Renouvelez vos vœux                   | #752 - #756 | #752 - #756 |
| Nouveau et différent      | Scorpio et Mr. Negative               | #757 - #771 | #757 - #801 |
| Nouveau et différent      | Dead no More                          | #772 - #780 | #757 - #801 |
| Nouveau et différent      | De Osborn Identity à Go Down Swinging | #781 - #801 | #757 - #801 |
| Fresh Start               | Back to Basics                        | #802 - #824 | #802 - #894 |
| Fresh Start               | Kindred et la Guerre sinistre         | #825 - #875 | #802 - #894 |
| Fresh Start               | Beyond                                | #876 - #894 | #802 - #894 |
| Relaunch                  | Relaunch                              | #895 - #... | #895 - #... |

## Amazing Spider-Man Annuals
Les Annuals 6 à 9, ainsi que 12, sont des réimpressions d'anciens numéros d'Amazing Spider-Man.
| Numéro                                                                         | Titre | Scénariste                                    | Dessinateur                                          | Date de publication |
| ------------------------------------------------------------------------------ | --- | --------------------------------------------- | ---------------------------------------------------- | ------------------- |
|                                                                                | |                                               |                                                      |                     |
| 1                                                                              | Les Sinister Six (The Sinister Six)                                                                         | Stan Lee                                      | Steve Ditko                                          | 1964                |
| 2                                                                              | Le monde enchanté du Dr Strange (The wondrous world of Doctor Strange)                                      | Stan Lee et Steve Ditko                       | Steve Ditko                                          | 1965                |
| 3                                                                              | Devenir un Vengeur (To become an Avenger)                                                                   | Stan Lee                                      | John Romita Sr. (organisation) et Don Heck (dessins) | 1966                |
| 4                                                                              | De toile et de flamme (The web and the flame)                                                               | Stan Lee                                      | Larry Lieber                                         | 1967                |
| 5                                                                              | Les parents de Peter Parker (The Parents of Peter Parker)                                                   | Stan Lee                                      | Larry Lieber                                         | 1968                |
| Les #6 à #9 sont des réimpressions d'anciennes aventures d'Amazing Spider-Man. | |                                               |                                                      |                     |
|                                                                                | |                                               |                                                      |                     |
| 10                                                                             | Entrez dans mon salon... dit l'araignée à la mouche... (Step into my parlour... said the spider to the fly) | Len Wein et Bill Mantlo                       | Gil Kane                                             | 1976                |
| 11                                                                             | Graine d'Araignée (Spawn of the Spider)                                                                     | Bill Mantlo                                   | Don Perlin                                           | 1977                |
| 11                                                                             | Rififi au Coffee Bean (Chaos at the Coffee Bean)                                                            | Scott Edelman                                 | John Romita Jr.                                      | 1977                |
| Le #12 est une réimpression d'un ancien numéro d'Amazing Spider-Man.           | |                                               |                                                      |                     |
| 13                                                                             | Aux bras du Docteur Octopus (The arms of Doctor Octopus)                                                    | Marv Wolfman                                  | John Byrne                                           | 1979                |
| 14                                                                             | Le livre des Vishanti (Vishanti)                                                                            |                                               |                                                      | 1980                |
| 15                                                                             | Spider-Man : Menace ou danger public ? (Spider-Man : Threat or menace ?)                                    | Dennis O'Neil                                 | Frank Miller                                         | 1981                |
| 16                                                                             | (Who's that Lady?)                                                                                          | Roger Stern                                   | John Romita Jr. et John Romita Sr.                   | 1982                |
| 17                                                                             | (Heroes and Villains)                                                                                       | Roger Stern et Bill Mantlo                    | Ed Hannigan                                          | 1983                |
| 18                                                                             | (The Scorpion Takes a Bride)                                                                                | Tom DeFalco                                   | Ron Frenz                                            | 1984                |
| 19                                                                             | (Fun'n'Games)                                                                                               | Louise Simonson                               | Mary Wilshire                                        | 1985                |
|                                                                                | |                                               |                                                      |                     |
| 20                                                                             | (The Man of the Year)                                                                                       | Ken McDonald                                  | Mark Beachum                                         | 1986                |
| 21                                                                             | (The Wedding)                                                                                               | David Michelinie                              | Paul Ryan                                            | 1987                |
| 22                                                                             | (Drug War Rages)                                                                                            | Tom DeFalco et David Michelinie               | Mark Bagley                                          | 1988                |
| 22                                                                             | (He Who Laughs...)                                                                                          | Steve Ditko et Roger Stern                    | Steve Ditko                                          | 1988                |
| 23                                                                             | (Abominations)                                                                                              | Gerry Conway, David Michelinie et Rob Liefeld | Tim Dzon                                             | 1989                |
| 23                                                                             | (My Science Project)                                                                                        | Gerry Conway                                  | Mark Bagley et Mike Esposito                         | 1989                |
| 23                                                                             | (Standards of Behavior)                                                                                     | Gerry Conway                                  | Richard Rockwell                                     | 1989                |
| 24                                                                             | (Spidey's Totally Tiny Adventure)                                                                           | David Michelinie                              | Gil Kane et Rudy Nebres                              | 1990                |
| 24                                                                             | (The Mercy Bomb)                                                                                            | David Michelinie                              | Steve Ditko                                          | 1990                |
| 24                                                                             | (A Time to Choose)                                                                                          | Tom DeFalco, J. M. DeMatteis                  | Mike Zeck                                            | 1990                |
| 24                                                                             | (Ant-Man in Amazing Fantasy)                                                                                | Tony Isabella                                 | Steve Ditko                                          | 1990                |
| 25                                                                             | (The Vibranium Vendetta Part 1: The Spider and the Ghost)                                                   | David Michelinie                              | Guang Yap                                            | 1991                |
| 25                                                                             | (The Origin of the Amazing Spider-Man)                                                                      | David Michelinie                              | Sal Buscema                                          | 1991                |
| 25                                                                             | (Outlaw Justice, Part One)                                                                                  | David Michelinie                              | Alan Kupperberg                                      | 1991                |
| 25                                                                             | (Truckstop of Doom)                                                                                         | David Michelinie                              | Paris Cullins                                        | 1991                |
| 25                                                                             | (Second Chance)                                                                                             | David Michelinie                              | Steve Ditko                                          | 1991                |
| 26                                                                             | (Fortune and Steel: The Hero Killers Part One)                                                              | David Michelinie                              | Scott McDaniel                                       | 1992                |
| 26                                                                             | (First Kill, Part One)                                                                                      | David Michelinie                              | Aaron Lopresti                                       | 1992                |
| 26                                                                             | (The Wronged Man)                                                                                           | Eric Fein                                     | Scott Kolins                                         | 1992                |
| 26                                                                             | (Making the Grade)                                                                                          | Tom Brevoort et Mike Kanterovich              | Aaron Lopresti                                       | 1992                |
| 26                                                                             | (Evil's Light Part One)                                                                                     | Eric Fein                                     | Vince Evans                                          | 1992                |
| 27                                                                             | (Prepare Yourself for... Annex)                                                                             | Jack C. Harris                                | Tom Lyle                                             | 1993                |
| 27                                                                             | (Dead Reckoning)                                                                                            | Eric Fein                                     | Scott Kolins                                         | 1993                |
| 27                                                                             | (The Lizard Must Be Destroyed)                                                                              | Mike Lackey                                   | Aaron Lopresti                                       | 1993                |
| 27                                                                             | (Estrangements and Reunions)                                                                                | Eric Fein                                     | Larry Alexander                                      | 1993                |

## Spectacular Spider-Man

### The Spectacular Spider-Man Magazine
The Spectacular Spider-Man est un magazine en deux numéros. Le premier, en noir et blanc, était une tentative pour Marvel d'investir le marché des comics en noir et blanc. Les histoires des deux numéros, qui se déroulent aux alentours des numéros 60 d'Amazing Spider-Man, ont été republiées par la suite : au sein du #116 d'Amazing pour le #1, et au sein de l'Annual #9 pour le #2.
| Numéro | Titre                                    | Scénariste | Dessinateur                       | Date de publication |
| ------ | ---------------------------------------- | ---------- | --------------------------------- | ------------------- |
|        |                                          |            |                                   |                     |
| 1      | (Lo, This Monster!)                      | Stan Lee   | John Romita Sr. et Jim Mooney     | Juillet 1968        |
| 1      | (In the beginning...)                    | Stan Lee   | Larry Lieber aidé de Bill Everett | Juillet 1968        |
| 2      | Le Bouffon est lâché (The Goblin lives!) | Stan Lee   | John Romita Sr. et Jim Mooney     | Novembre 1968       |

### Peter Parker: Spectacular Spider-Man
La série Peter Parker : Spectacular Spider-Man débute à la fin de l'année 1976. L'objectif de ce comic book, qui se déroule dans la même continuité qu'Amazing Spider-Man, est de donner plus de place à la vie personnelle de Peter Parker, et moins à celle de Spider-Man.

#### Les années en doctorat (#1 - #74)
| Numéro | Titre                                                                              | Scénariste                     | Dessinateur                                 | Date de publication |
| ------ | ---------------------------------------------------------------------------------- | ------------------------------ | ------------------------------------------- | ------------------- |
|        |                                                                                    |                                |                                             |                     |
| 1      | La Tarentule pique deux fois (Twice stings the Tarentula)                          | Gerry Conway                   | Sal Buscema                                 | Décembre 1976       |
| 2      | Kraven, dit le chasseur (Kraven is the hunter)                                     | Gerry Conway et Sal Buscema    | Sal Buscema                                 | Janvier 1977        |
| 3      | Alors surgit Luminex (...And there was Lightmaster)                                | Jim Shooter, Gerry Conway      | Sal Buscema                                 | Février 1977        |
| 4      | Vautour, oiseau de proie (The Vulture is a bird of prey)                           | Archie Goodwin                 | Sal Buscema                                 | Mars 1977           |
| 5      | Spidey doit mourir (Spider-kill)                                                   | Archie Goodwin                 | Sal Buscema et Mike Esposito                | Avril 1977          |
| 6      | Pouvoir purgatif (The power to purge)                                              | Gerry Conway                   | Ross Andru                                  | Mai 1977            |
| 7      | Gare à Morbius (Cry mayhem... Cry Morbius)                                         | Archie Goodwin                 | Sal Buscema et Jim Mooney                   | Juin 1977           |
| 8      | Un seul doit survivre (...And only one shall survive)                              | Archie Goodwin                 | Sal Buscema                                 | Juillet 1977        |
| 9      | Tigre, Tigre dans la nuit (...Like a Tiger in the night)                           | Bill Mantlo                    | Sal Buscema                                 | Août 1977           |
|        |                                                                                    |                                |                                             |                     |
| 10     | Le Tigre dans la toile (Tiger in a web)                                            | Bill Mantlo                    | Sal Buscema                                 | Septembre 1977      |
| 11     | Une vie trop tard (A life too far)                                                 | Chris Claremont                | Jim Mooney                                  | Octobre 1977        |
| 12     | Frère Pouvoir, Sœur Soleil (Brother Power, Sister Sun)                             | Bill Mantlo                    | Sal Buscema, Mike Esposito et Frank Giacoia | Novembre 1977       |
| 13     | L'arrivée de Razorback (The coming of Razorback)                                   | Bill Mantlo                    | Sal Buscema                                 | Décembre 1977       |
| 14     | À très petit feu...La haine tue (Killing me softly...With his hate)                | Bill Mantlo                    | Sal Buscema                                 | Janvier 1978        |
| 15     | Fureur ultime (The final rage)                                                     | Bill Mantlo                    | Sal Buscema                                 | Février 1978        |
| 16     | Un scarabée et un badge (The beetle and the badge)                                 | Elliot S. Maggin               | Sal Buscema                                 | Mars 1978           |
| 17     | Qu'arrive-t-il donc à Iceberg (Whatever happened to the Iceman)                    | Bill Mantlo                    | Sal Buscema                                 | Avril 1978          |
| 18     | Mon ennemi...Mon vieux copain (My friend, my foe)                                  | Bill Mantlo                    | Sal Buscema                                 | Mai 1978            |
| 19     | Exécuteurs, c'est reparti! (Again, the Enforcers!)                                 | Bill Mantlo                    | Sal Buscema                                 | Juin 1978           |
|        |                                                                                    |                                |                                             |                     |
| 20     | Où étais-tu quand on a coupé le jus? (Where were you when the lights went out)     | Bill Mantlo                    | Sal Buscema                                 | Juillet 1978        |
| 21     | Dingue...Et ça ne s'arrange pas (Still crazy after all these years)                | Bill Mantlo                    | Jim Mooney                                  | Août 1978           |
| 22     | Au clair de la lune, mon ami Moon Knight (By the light of the silvery Moon Knight) | Bill Mantlo                    | Mike Zeck                                   | Septembre 1978      |
| 23     | Qui est enterré dans le tombeau de Grant? (Guess who's buried in Grant's tomb)     | Bill Mantlo                    | Jim Mooney                                  | Octobre 1978        |
| 24     | Coup de fièvre nocturne (Spider-Man night fever)                                   | Bill Mantlo                    | Frank Springer                              | Novembre 1978       |
| 25     | Carrion, fils dévoyé (Carrion, my wayward on)                                      | Bill Mantlo                    | Jim Mooney                                  | Décembre 1978       |
| 26     | Mes yeux ont contemplé ta gloire (Mine eyes have seen the glory)                   | Bill Mantlo                    | Jim Mooney                                  | Janvier 1979        |
| 27     | L'aveugle guidant l'aveugle (The blind leading the blind)                          | Bill Mantlo                    | Frank Miller                                | Février 1979        |
| 28     | Cendres aux cendres (Ashes to ashes)                                               | Bill Mantlo                    | Frank Miller                                | Mars 1979           |
| 29     | Poussière à la poussière (Dust to dust)                                            | Bill Mantlo                    | Jim Mooney                                  | Avril 1979          |
|        |                                                                                    |                                |                                             |                     |
| 30     | Secret comme le tombeau (Secret as the graves)                                     | Bill Mantlo                    | Jim Mooney                                  | Mai 1979            |
| 31     | La mort, à la fin (Till death do us part)                                          | Bill Mantlo                    | Jim Mooney                                  | Juin 1979           |
| 32     | Histoire de zoo (A zoo story)                                                      | Bill Mantlo                    | Jim Mooney                                  | Juillet 1979        |
| 33     | La nuit d'Iguana (Night of the Iguana)                                             | Bill Mantlo                    | Jim Mooney                                  | Août 1979           |
| 34     | Lézards sur un toit brûlant (Lizards on a hot tin roof )                           | Bill Mantlo                    | Jim Mooney                                  | Septembre 1979      |
| 35     | Dédale (Labyrinth )                                                                | Tony Isabella                  | Lee Elias                                   | Octobre 1979        |
| 36     | Alerte à l'essaim! (Enter : Swarm!)                                                | Bill Mantlo                    | Jim Mooney                                  | Novembre 1979       |
| 37     | Dans la ruche (Into the hive)                                                      | Bill Mantlo                    | Jim Mooney                                  | Décembre 1979       |
| 38     | L'anathème du vampire (Curse of the living vampire)                                | Bill Mantlo                    | Sal Buscema                                 | Janvier 1980        |
| 39     | Schizoid Man le damné (Scourge of the Schizoid Man)                                | Bill Mantlo                    | John Romita Jr.                             | Février 1980        |
|        |                                                                                    |                                |                                             |                     |
| 40     | Horrible revirement (The terrible tournabout)                                      | Bill Mantlo                    | Frank Springer                              | Mars 1980           |
| 41     | Météore en folie (Meteor madness )                                                 | Tom DeFalco                    | Jim Mooney                                  | Avril 1980          |
| 42     | Je veux la liberté...ou la mort (Give me liberty or give me death)                 | Bill Mantlo                    | Mike Zeck                                   | Mai 1980            |
| 43     | Poison de charme (Pretty poison)                                                   | Roger Stern                    | Mike Zeck                                   | Juin 1980           |
| 44     | Le gambit de la vengeance (The vengeance gambit)                                   | Marv Wolfman et Steve Leialoha | Steve Leialoha et Al Gordon                 | Juillet 1980        |
| 45     | Les ailes de l'épouvante (Wings of fire, wings of fear )                           | Roger Stern                    | Marie Severin                               | Août 1980           |
| 46     | Ô Cobra pis que mortel (Deadly is the Cobra)                                       | Roger Stern                    | Mike Zeck                                   | Septembre 1980      |
| 47     | Certain rôdeur nocturne (A night of the prow)                                      | Roger Stern                    | Marie Severin                               | Octobre 1980        |
| 48     | Double échec...et mat! (Caught up in a...double defeat )                           | Roger Stern                    | Marie Severin                               | Novembre 1980       |
| 49     | Moi...Smuggler (Enter)                                                             | Roger Stern                    | Jim Mooney                                  | Décembre 1980       |
| 49     | (The White Tiger)                                                                  | Roger Stern                    | Denys Cowan                                 | Décembre 1980       |
|        |                                                                                    |                                |                                             |                     |
| 50     | (Dilemma)                                                                          | Roger Stern                    | Jim Mooney et John Romita Jr.               | Janvier 1981        |
| 51     | (Aliens and Illusions)                                                             | Roger Stern                    | Marie Severin et Jim Mooney                 | Février 1981        |
| 52     | (The Day of the Hero Killers)                                                      | Roger Stern                    | Rick Leonardi                               | Mars 1981           |
| 53     | (Toys of the Terrible Tinkerer)                                                    | Bill Mantlo                    | Jim Mooney                                  | Avril 1981          |
| 54     | (To Save the Smuggler)                                                             | Roger Stern                    | Marie Severin                               | Mai 1981            |
| 55     | (The Big Blow Out)                                                                 | Roger Stern                    | Luke McDonnell                              | Juin 1981           |
| 56     | (The Peril... and the Pumpkin?)                                                    | Roger Stern                    | Jim Shooter and Jim Mooney                  | Juillet 1981        |
| 57     | (These Wings Enslaved)                                                             | Roger Stern                    | Jim Shooter and Jim Mooney                  | Août 1981           |
| 58     | (Ring Out of the Old, Ring in the New)                                             | Roger Stern                    | John Byrne                                  | Septembre 1981      |
| 59     | (I Want Spider-Man)                                                                | Roger Stern                    | Jim Mooney                                  | Octobre 1981        |
|        |                                                                                    |                                |                                             |                     |
| 60     | (Beetlemania)                                                                      | Roger Stern et Ed Hannigan     | Jim Mooney                                  | Novembre 1981       |
| 60     | (The Birth of a Legend)                                                            | Roger Stern                    | Greg Larocque                               | Novembre 1981       |
| 61     | (By the Light of the Silvery Moonstone)                                            | Roger Stern                    | Bill Mantlo                                 | Décembre 1981       |
| 62     | (Gold Fever)                                                                       | Bill Mantlo                    | Ed Hannigan et Jim Mooney                   | Janvier 1982        |
| 63     | (Firebug)                                                                          | Bill Mantlo                    | Greg Larocque                               | Février 1982        |
| 64     | (Cloak and Dagger)                                                                 | Bill Mantlo                    | Ed Hannigan et Jim Mooney                   | Mars 1982           |
| 65     | (The Heart is a Lonely Hunter)                                                     | Bill Mantlo                    | Bob Hall et Jim Mooney                      | Avril 1982          |
| 66     | (Electro is Back)                                                                  | Bill Mantlo                    | Ed Hannigan et Jim Mooney                   | Mai 1982            |
| 67     | (Boomerang, the Killer that Keeps Coming Back)                                     | Bill Mantlo                    | Ed Hannigan                                 | Juin 1982           |
| 68     | (Hell Hath no Fury Like a Robot Scorned)                                           | Bill Mantlo                    | Luke McDonnell                              | Juillet 1982        |
| 69     | (Darkness Seldom Seen)                                                             | Bill Mantlo                    | Ed Hannigan                                 | Août 1982           |
|        |                                                                                    |                                |                                             |                     |
| 70     | (The Great Cloak and Dagger Hunt)                                                  | Bill Mantlo                    | Ed Hannigan et Al Milgrom                   | Septembre 1982      |
| 71     | (With This Gun... I Thee Kill)                                                     | Bill Mantlo                    | Rick Leonardi                               | Octobre 1982        |
| 72     | (Waiting for Doctor Octopus)                                                       | Bill Mantlo                    | Ed Hannigan et Al Milgrom                   | Novembre 1982       |
| 73     | (Spider in the Middle)                                                             | Bill Mantlo                    | Al Milgrom                                  | Décembre 1982       |
| 74     | (Fantasia)                                                                         | Bill Mantlo                    | Bob Hall                                    | Janvier 1983        |

#### Le retour de la Chatte noire (#75 - #100)
|     |                                                                   |             |                           |                |
| 75  | (Ferae Naturae)                                                   | Bill Mantlo | Al Milgrom                | Février 1983   |
| 76  | (At Death's Door)                                                 | Bill Mantlo | Al Milgrom                | Mars 1983      |
| 77  | (Relapse Times Two)                                               | Bill Mantlo | Al Milgrom                | Avril 1983     |
| 78  | (The Long Goodbye)                                                | Bill Mantlo | Al Milgrom                | Mai 1983       |
| 79  | (Spider-Man vs. Doctor Octopus: The Final Battle)                 | Bill Mantlo | Al Milgrom                | Juin 1983      |
|     |                                                                   |             |                           |                |
| 80  | (I Cover the Waterfront)                                          | Bill Mantlo | Ron Frenz et Kevin Dzuban | Juillet 1983   |
| 81  | (Stalkers in the Shadows)                                         | Bill Mantlo | Al Milgrom et Jim Mooney  | Août 1983      |
| 82  | (Crime and Punishment)                                            | Bill Mantlo | Al Milgrom                | Septembre 1983 |
| 83  | (Delusions)                                                       | Bill Mantlo | Greg Larocque             | Octobre 1983   |
| 84  | (Kidnapped)                                                       | Bill Mantlo | Dave Simons               | Novembre 1983  |
| 85  | (The Hatred of the Hobgoblin)                                     | Bill Mantlo | Al Milgrom et Jim Mooney  | Décembre 1983  |
| 86  | (Bugs)                                                            | Bill Mantlo | Fred Hembeck              | Janvier 1984   |
| 87  | (Mistaken Identities)                                             | Bill Mantlo | Al Milgrom                | Février 1984   |
| 88  | (Hyde and Seek)                                                   | Bill Mantlo | Al Milgrom et Jim Mooney  | Mars 1984      |
| 89  | (Power Search)                                                    | Bill Mantlo | Al Milgrom                | Avril 1984     |
|     |                                                                   |             |                           |                |
| 90  | (Where, Oh Where Has My Spider Gone?)                             | Al Milgrom  | Al Milgrom et Jim Mooney  | Mai 1984       |
| 91  | (If It Wasn't for Bad Luck...)                                    | Al Milgrom  | Al Milgrom et Jim Mooney  | Juin 1984      |
| 92  | (And the Answer Is...)                                            | Al Milgrom  | Al Milgrom et Jim Mooney  | Juillet 1984   |
| 93  | (A Hot Time in the Old Morgue Tonight)                            | Al Milgrom  | Al Milgrom et Jim Mooney  | Août 1984      |
| 94  | (How Ya Gonna Keep'em Down at The Morgue After They've Seen NYC?) | Al Milgrom  | Al Milgrom et Jim Mooney  | Septembre 1984 |
| 95  | (The Dagger at the End of the Tunnel)                             | Al Milgrom  | Al Milgrom et Jim Mooney  | Octobre 1984   |
| 96  | (The Final Answer)                                                | Al Milgrom  | Al Milgrom et Jim Mooney  | Novembre 1984  |
| 97  | (Hermit-Age)                                                      | Al Milgrom  | Herb Trimpe               | Décembre 1984  |
| 98  | (True Confessions)                                                | Al Milgrom  | Herb Trimpe               | Janvier 1985   |
| 99  | (Spider on the Spot)                                              | Al Milgrom  | Herb Trimpe               | Février 1985   |
|     |                                                                   |             |                           |                |
| 100 | (Breakin')                                                        | Al Milgrom  | Al Milgrom                | Mars 1985      |

#### Expiez vos péchés (#101 - #136)
|     |                                        |                                |                                 |                |
| 101 | (Echoes)                               | Cary Burkett                   | Juan Alacantara                 | Avril 1985     |
| 102 | (A Life for a Life)                    | Cary Burkett                   | Larry Lieber                    | Mai 1985       |
| 103 | (Compulsion)                           | Peter David                    | Rich Buckler                    | Juin 1985      |
| 104 | (The Last Race)                        | Bill Mantlo                    | Vince Giarrano et Pat Redding   | Juillet 1985   |
| 105 | (United We Fall)                       | Peter David                    | Luke McDonnell                  | Août 1985      |
| 106 | (No Fury)                              | Peter David                    | Luke McDonnell                  | Septembre 1985 |
| 107 | (Original Sin)                         | Peter David                    | Rich Buckler                    | Octobre 1985   |
| 108 | (Sin of Pride)                         | Peter David                    | Rich Buckler                    | Novembre 1985  |
| 109 | (He Who Is Without Sin)                | Peter David                    | Rich Buckler                    | Décembre 1985  |
|     |                                        |                                |                                 |                |
| 110 | (All My Sins Remembered)               | Peter David                    | Rich Buckler                    | Janvier 1986   |
| 111 | (And Then The Gods Cried)              | Peter David                    | Rich Buckler                    | Février 1986   |
| 112 | (You Never Make a Sound)               | Peter David                    | Mark Beachum                    | Mars 1986      |
| 113 | (Mayhem)                               | Peter David                    | Bob McLeod                      | Avril 1986     |
| 114 | (The Key)                              | Len Kaminski                   | Joe Brozowski                   | Mai 1986       |
| 115 | (Things Fall Apart)                    | Peter David                    | Mark Beachum                    | Juin 1986      |
| 116 | (102 Uses for a Dead Cat)              | Peter David                    | Rich Buckler                    | Juillet 1986   |
| 117 | (Dinner Hour)                          | Peter David                    | Rich Buckler et Dwayne Turner   | Août 1986      |
| 118 | (Ashes to Ashes)                       | J. M. DeMatteis et Peter David | Mike Zeck                       | Septembre 1986 |
| 119 | (Catfight)                             | Peter David                    | Rich Buckler                    | Octobre 1986   |
|     |                                        |                                |                                 |                |
| 120 | (A House is not a Home)                | Bill Mantlo                    | Keith Giffen                    | Novembre 1986  |
| 121 | (Eye Witness)                          | Peter David                    | John Romita Sr. et John Buscema | Décembre 1986  |
| 122 | (Father's Night Out)                   | Peter David                    | Rich Buckler et Malcolm Davis   | Janvier 1987   |
| 123 | (With Friends Like These...)           | Peter David                    | Dwayne Turner                   | Février 1987   |
| 124 | (When Strikes the Octopus)             | Roger McKenzie                 | Greg LaRocque                   | Mars 1987      |
| 125 | (Wrecking Havoc)                       | Danny Fingeroth                | Jim Mooney                      | Avril 1987     |
| 126 | (Sudden Impact)                        | Danny Fingeroth                | Alan Kupperberg                 | Mai 1987       |
| 127 | (Among Us Lurks... A Lizard)           | Len Kaminski                   | Alan Kupperberg                 | Juin 1987      |
| 128 | (Spider Hunt)                          | Peter David                    | Alan Kupperberg                 | Juillet 1987   |
| 129 | (Foreign Affairs)                      | Peter David                    | Alan Kupperberg                 | Août 1987      |
|     |                                        |                                |                                 |                |
| 130 | (24 Hours)                             | Bob Layton                     | Jim Fern                        | Septembre 1987 |
| 131 | (Kraven's Last Hunt Part 3: Descent)   | J. M. DeMatteis                | Mike Zeck                       | Octobre 1987   |
| 132 | (Kraven's Last Hunt Part 6: Ascending) | J. M. DeMatteis                | Mike Zeck                       | Novembre 1987  |
| 133 | (I Am a Spider)                        | Ann Nocenti                    | Cindy Martin                    | Décembre 1987  |
| 134 | (Sin-Cere)                             | Peter David                    | Sal Buscema                     | Janvier 1988   |
| 135 | (Sin-Thesis)                           | Peter David                    | Sal Buscema                     | Février 1988   |
| 136 | (Sin-Ister)                            | Peter David                    | Sal Buscema                     | Mars 1988      |

#### Tombstone (#137 - #161)
|     |                                                          |              |             |                |
| 137 | (Nowhere to Run, Nowhere to Hide)                        | Gerry Conway | Sal Buscema | Avril 1988     |
| 138 | (Night of the Flag)                                      | Gerry Conway | Sal Buscema | Mai 1988       |
| 139 | (Grave Memory)                                           | Gerry Conway | Sal Buscema | Juin 1988      |
|     |                                                          |              |             |                |
| 140 | (Kill Zone)                                              | Gerry Conway | Sal Buscema | Juillet 1988   |
| 141 | (The Tombstone Testament)                                | Gerry Conway | Sal Buscema | Août 1988      |
| 142 | (Will!)                                                  | Gerry Conway | Sal Buscema | Septembre 1988 |
| 143 | (Deadline in Dallas)                                     | Gerry Conway | Sal Buscema | Octobre 1988   |
| 144 | (An Ill Wind)                                            | Gerry Conway | Sal Buscema | Novembre 1988  |
| 145 | (The Boomerang Return)                                   | Gerry Conway | Sal Buscema | Décembre 1988  |
| 146 | (Demon Night)                                            | Gerry Conway | Sal Buscema | Janvier 1989   |
| 147 | (When the Bugle Blows)                                   | Gerry Conway | Sal Buscema | Février 1989   |
| 148 | (Night of the Living Ned)                                | Gerry Conway | Sal Buscema | Mars 1989      |
| 149 | (What About Carrion?!)                                   | Gerry Conway | Sal Buscema | Avril 1989     |
|     |                                                          |              |             |                |
| 150 | (Guilty!)                                                | Gerry Conway | Sal Buscema | Mai 1989       |
| 151 | (Lock Up)                                                | Gerry Conway | Sal Buscema | Juin 1989      |
| 152 | (A Wolf's Tale)                                          | Gerry Conway | Sal Buscema | Juillet 1989   |
| 153 | (Siege)                                                  | Gerry Conway | Sal Buscema | Août 1989      |
| 154 | (Claws)                                                  | Gerry Conway | Sal Buscema | Septembre 1989 |
| 155 | (Crash Out)                                              | Gerry Conway | Sal Buscema | Octobre 1989   |
| 156 | (The Search for Robbie Robertson)                        | Gerry Conway | Sal Buscema | Novembre 1989  |
| 157 | (Shakedown)                                              | Gerry Conway | Sal Buscema | Novembre 1989  |
| 158 | (The Paste and the Power (Or a Very Sticky Situation))   | Gerry Conway | Sal Buscema | Décembre 1989  |
| 159 | (These Shattered Senses Or A Tale of the Brothers Grimm) | Gerry Conway | Sal Buscema | Janvier 1990   |
|     |                                                          |              |             |                |
| 160 | (The Metal in Men's Soul)                                | Gerry Conway | Sal Buscema | Février 1990   |
| 161 | (Pardoned)                                               | Gerry Conway | Sal Buscema | Février 1990   |

#### Du retour des Bouffons au retour des parents de Peter (#161 - #216)
|     |                                                           |                                                  |                    |                |
| 162 | (The Demon and the Dead Man)                              | Gerry Conway                                     | Sal Buscema        | Mars 1990      |
| 163 | (The Carrion Cure)                                        | Gerry Conway                                     | Sal Buscema        | Avril 1990     |
| 164 | (Bugged)                                                  | Gerry Conway                                     | Sal Buscema        | Mai 1990       |
| 165 | (Knight and Fogg)                                         | Gerry Conway                                     | Sal Buscema et al. | Juin 1990      |
| 166 | (The Deadly Lads from Liverpool)                          | Gerry Conway                                     | Sal Buscema        | Juillet 1990   |
| 167 | (A Misty Kind of Memory)                                  | Gerry Conway                                     | Sal Buscema        | Août 1990      |
| 168 | (Sleeping Dogs)                                           | Gerry Conway                                     | Sal Buscema        | Septembre 1990 |
| 169 | (The Outlaw Trail)                                        | Gerry Conway                                     | Sal Buscema        | Octobre 1990   |
|     |                                                           |                                                  |                    |                |
| 170 | (The Final Calculation)                                   | Gerry Conway                                     | Sal Buscema        | Novembre 1990  |
| 171 | (Ordeal)                                                  | Gerry Conway                                     | Sal Buscema        | Décembre 1990  |
| 172 | (Savage Showdown)                                         | Gerry Conway                                     | Sal Buscema        | Janvier 1991   |
| 173 | (Creatures Stirring)                                      | Gerry Conway et David Michelinie                 | Sal Buscema        | Février 1991   |
| 174 | (Dedication)                                              | Gerry Conway, David Michelinie et Terry Kavanagh | Sal Buscema        | Mars 1991      |
| 175 | (Spouse Trap)                                             | David Michelinie                                 | Sal Buscema        | Avril 1991     |
| 176 | (The Love of Power)                                       | Kurt Busiek                                      | Sal Buscema        | Mai 1991       |
| 177 | (Fever Pitch)                                             | Kurt Busiek                                      | Sal Buscema        | Juin 1991      |
| 178 | (The Child Within Part 1: Up From the Depths)             | J. M. DeMatteis                                  | Sal Buscema        | Juillet 1991   |
| 179 | (The Child Within Part 2: Wounds)                         | J. M. DeMatteis                                  | Sal Buscema        | Août 1991      |
|     |                                                           |                                                  |                    |                |
| 180 | (The Child Within Part 3: Shame)                          | J. M. DeMatteis                                  | Sal Buscema        | Septembre 1991 |
| 181 | (The Child Within Part 4: Guilt)                          | J. M. DeMatteis                                  | Sal Buscema        | Octobre 1991   |
| 182 | (The Child Within Part 5: Reckonings)                     | J. M. DeMatteis                                  | Sal Buscema        | Novembre 1991  |
| 183 | (The Child Within Part 6: Into the Dawn)                  | J. M. DeMatteis                                  | Sal Buscema        | Décembre 1991  |
| 184 | (The Child Within: Aftermath)                             | J. M. DeMatteis                                  | Sal Buscema        | Janvier 1992   |
| 185 | (Another Fine Mess)                                       | J. M. DeMatteis                                  | Sal Buscema        | Février 1992   |
| 186 | (Funeral Arrangements Part 1: Settling Scores)            | J. M. DeMatteis                                  | Sal Buscema        | Mars 1992      |
| 187 | (Funeral Arrangements Part 2: Desperate Measures)         | J. M. DeMatteis                                  | Sal Buscema        | Avril 1992     |
| 188 | (Funeral Arrangements Part 3: Final Judgement)            | J. M. DeMatteis                                  | Sal Buscema        | Mai 1992       |
| 189 | (The Osborn Legacy)                                       | J. M. DeMatteis                                  | Sal Buscema        | Juin 1992      |
| 189 | (The Night the World Died)                                | J. M. DeMatteis                                  | Bob McLeod         | Juin 1992      |
|     |                                                           |                                                  |                    |                |
| 190 | (The Horns of Dilemma)                                    | J. M. DeMatteis                                  | Sal Buscema        | Juillet 1992   |
| 191 | (Eye of the Puma Part 1: The Valley)                      | J. M. DeMatteis                                  | Sal Buscema        | Août 1992      |
| 192 | (Eye of the Puma Part 2: The Summit)                      | J. M. DeMatteis                                  | Sal Buscema        | Septembre 1992 |
| 193 | (Eye of the Puma Part 3: Over the Edge)                   | J. M. DeMatteis                                  | Sal Buscema        | Octobre 1992   |
| 194 | (The Death of Vermin Part 1: October Moon)                | J. M. DeMatteis                                  | Sal Buscema        | Novembre 1992  |
| 195 | (The Death of Vermin Part 2: Masquerade)                  | J. M. DeMatteis                                  | Sal Buscema        | Décembre 1992  |
| 196 | (The Death of Vermin Part 3: Faces)                       | J. M. DeMatteis                                  | Sal Buscema        | Janvier 1993   |
| 197 | (X-Men in: Power Play)                                    | J. M. DeMatteis                                  | Sal Buscema        | Février 1993   |
| 198 | (X-Men in: Castles in the Air)                            | J. M. DeMatteis                                  | Sal Buscema        | Mars 1993      |
| 199 | (X-Men in: Falling)                                       | J. M. DeMatteis                                  | Sal Buscema        | Avril 1993     |
|     |                                                           |                                                  |                    |                |
| 200 | (Best of Enemies)                                         | J. M. DeMatteis                                  | Sal Buscema        | Mai 1993       |
| 201 | (Maximum Carnage Part 5 of 14: Over the Line)             | J. M. DeMatteis                                  | Sal Buscema        | Juin 1993      |
| 202 | (Maximum Carnage Part 9 of 14: The Turning Point)         | J. M. DeMatteis                                  | Sal Buscema        | Juillet 1993   |
| 203 | (Maximum Carnage Part 13 of 14: War of the Heart)         | J. M. DeMatteis                                  | Sal Buscema        | Août 1993      |
| 204 | (Death by Tombstone Part 1: Takeover)                     | Steven Grant                                     | Sal Buscema        | Septembre 1993 |
| 205 | (Death By Tombstone Part 2: Search and Destroy)           | Steven Grant                                     | Sal Buscema        | Octobre 1993   |
| 205 | (Taps Part 1)                                             | Steven Grant                                     | Walter McDaniel    | Octobre 1993   |
| 206 | (Death by Tombstone Part 3: Fatal Desire)                 | Steven Grant                                     | Sal Buscema        | Novembre 1993  |
| 206 | (Taps Part 2: Despair)                                    | Steven Grant                                     | Walter McDaniel    | Novembre 1993  |
| 207 | (Screaming Crimson)                                       | Steven Grant                                     | Sal Buscema        | Décembre 1993  |
| 207 | (Taps Part 3: New Values)                                 | Steven Grant                                     | Walter McDaniel    | Décembre 1993  |
| 208 | (Fear Eats the Soul)                                      | Steven Grant                                     | Sal Buscema        | Janvier 1994   |
| 208 | (Moving Day)                                              | Steven Grant                                     | Malcolm Jones III  | Janvier 1994   |
| 209 | (Foreign Objects)                                         | Steven Grant                                     | Sal Buscema        | Février 1994   |
| 209 | (Fateful Distractions)                                    | Steven Grant                                     | Nelson Ortega      | Février 1994   |
|     |                                                           |                                                  |                    |                |
| 210 | (Crashing)                                                | Steven Grant                                     | Sal Buscema        | Mars 1994      |
| 210 | (Truth and Consequences)                                  | Steven Grant                                     | Nelson Ortega      | Mars 1994      |
| 211 | (Pursuit, Part Two: Face Value)                           | Mike Lackey                                      | Sal Buscema        | Avril 1994     |
| 212 | (Rain Dance)                                              | Mike Lackey                                      | Sal Buscema        | Mai 1994       |
| 213 | (Typhoid Attack, Part One)                                | Ann Nocenti                                      | James Fry          | Juin 1994      |
| 214 | (Typhoid Attack, Part Two: Bloody Justice)                | Ann Nocenti                                      | James Fry          | Juillet 1994   |
| 215 | (The Predator and the Prey, Part One: Monster Within)     | Mike Lackey et Tom DeFalco                       | Sal Buscema        | Août 1994      |
| 216 | (The Predator and the Prey, Part Two: Time Is on No Side) | Tom DeFalco et Todd Dezago                       | Sal Buscema        | Septembre 1994 |

#### La saga du clone (#217 - #229)
|     |                                                               |                            |                 |                |
| 217 | (Power and Responsibility, Part Four: Higher Ground)          | Tom DeFalco                | Sal Buscema     | Octobre 1994   |
| 217 | (The Double, Part Four: The Burial)                           | J. M. DeMatteis            | Liam Sharp      | Octobre 1994   |
| 218 | (Back from the Edge, Part Two: When Monsters Roam)            | Tom DeFalco et Todd Dezago | Sal Buscema     | Novembre 1994  |
| 219 | (Back from the Edge, Part Five: Two of a Kind)                | Tom DeFalco et Todd Dezago | Sal Buscema     | Décembre 1994  |
|     |                                                               |                            |                 |                |
| 220 | (Web of Death Part 2 of 4: A Time to Live)                    | Tom DeFalco                | Sal Buscema     | Janvier 1995   |
| 221 | (Web of Death Part 4 of 4: A Time to Die)                     | Tom DeFalco                | Sal Buscema     | Février 1995   |
| 222 | (Players and Pawns, Part One: False Truths)                   | Tom DeFalco                | Sal Buscema     | Mars 1995      |
| 223 | (Aftershocks, Part Two: Schemes & Dreams: For Future Screams) | Tom DeFalco                | Sal Buscema     | Avril 1995     |
| 223 | (The Parker Legacy, Part Three: The Beginning)                | J. M. DeMatteis            | John Romita Jr. | Avril 1995     |
| 224 | (The Mark of Kaine, Part Four: The Assassin With My Face)     | Tom DeFalco                | Sal Buscema     | Mai 1995       |
| 225 | (Crossfire, Part Three: The Return of the Green Goblin)       | Tom DeFalco                | Sal Buscema     | Juin 1995      |
| 225 | (He Was Such a Nice Boy...)                                   | Tom DeFalco                | Sal Buscema     | Juin 1995      |
| 226 | (The Trial of Peter Parker, Part Four: The Final Verdict)     | Tom DeFalco                | Sal Buscema     | Juillet 1995   |
| 227 | (Maximum Clonage, Part Five: If Death Be My Destiny)          | Tom DeFalco                | Sal Buscema     | Août 1995      |
| 228 | (Time Bomb, Part One: Run For Your Life)                      | Tom DeFalco et Todd Dezago | Sal Buscema     | Septembre 1995 |
| 229 | (The Greatest Responsibility, Part Three: No More the Hero)   | Tom DeFalco                | Sal Buscema     | Octobre 1995   |

#### Spectacular Scarlet Spider (#1 - #2)
|   |                                                                |             |             |               |
| 1 | (Virtual Mortality, Par Four: Between a Rock and a Hard Drive) | Todd Dezago | Sal Buscema | Novembre 1995 |
| 2 | (Arachnis Ex Machina: Spider in the Machine)                   | Todd Dezago | Sal Buscema | Décembre 1995 |

#### Spectacular Spider-Man (#230 - #263)
|     |                                                            |                                    |                  |                |
| 230 | (Brother's Keeper)                                         | Todd Dezago                        | Sal Buscema      | Janvier 1996   |
| 231 | (Reluctant Lazarus)                                        | Todd Dezago                        | Sal Buscema      | Février 1996   |
| 232 | (A Show of Force)                                          | Todd Dezago                        | Sal Buscema      | Mars 1996      |
| 233 | (Inner Demons)                                             | Todd Dezago                        | Sal Buscema      | Avril 1996     |
| 234 | (Leap of Faith)                                            | Todd Dezago                        | Sal Buscema      | Mai 1996       |
| 235 | (Puppets)                                                  | Todd Dezago                        | Sal Buscema      | Juin 1996      |
| 236 | (Free Will)                                                | Todd Dezago                        | Sal Buscema      | Juillet 1996   |
| 237 | (Little Deaths)                                            | Todd Dezago                        | Sal Buscema      | Août 1996      |
| 238 | (Suicidal Tendencies)                                      | Todd Dezago                        | Sal Buscema      | Septembre 1996 |
| 239 | (Sudden Sacrifices)                                        | Todd Dezago                        | Sal Buscema      | Octobre 1996   |
|     |                                                            |                                    |                  |                |
| 240 | (Walking Into Spider Webs)                                 | Todd Dezago                        | Luke Ross        | Novembre 1996  |
| 241 | (A New Day Dawning)                                        | J. M. DeMatteis                    | Luke Ross        | Décembre 1996  |
| 242 | (Facedancing)                                              | J. M. DeMatteis                    | Luke Ross        | Janvier 1997   |
| 243 | (Who Am I)                                                 | J. M. DeMatteis                    | Luke Ross        | Février 1997   |
| 244 | (Backlash)                                                 | J. M. DeMatteis                    | Luke Ross        | Mars 1997      |
| 245 | (Kravinov's Revenge)                                       | J. M. DeMatteis                    | Luke Ross        | Avril 1997     |
| 246 | (The Legion of Losers)                                     | J. M. DeMatteis et Glenn Greenberg | Luke Ross        | Mai 1997       |
| 247 | (Mad Jack)                                                 | J. M. DeMatteis                    | Luke Ross        | Juin 1997      |
| -1  | (That Thompson Boy)                                        | J. M. DeMatteis                    | Luke Ross        | Juillet 1997   |
| 248 | (From the Shadows)                                         | J. M. DeMatteis et Mark Bernardo   | Luke Ross        | Août 1997      |
| 249 | (Into the Light)                                           | Mark Bernardo                      | Luke Ross        | Septembre 1997 |
|     |                                                            |                                    |                  |                |
| 250 | (Citizen Osborn)                                           | J. M. DeMatteis                    | Luke Ross        | Octobre 1997   |
| 251 | (Son of the Hunter)                                        | J. M. DeMatteis                    | Luke Ross        | Novembre 1997  |
| 252 | (Son of the Hunter, Part 2)                                | J. M. DeMatteis                    | Mike Deodato Jr. | Décembre 1997  |
| 253 | (Son of the Hunter, Part 3)                                | J. M. DeMatteis                    | Luke Ross        | Janvier 1998   |
| 254 | (Angst)                                                    | Tom DeFalco                        | Luke Ross        | Février 1998   |
| 255 | (Something Goblin This Way Comes)                          | J. M. DeMatteis et Tom DeFalco     | Luke Ross        | Mars 1998      |
| 256 | (Through the Looking Glass)                                | J. M. DeMatteis                    | Luke Ross        | Avril 1998     |
| 257 | (Prodigy)                                                  | J. M. DeMatteis                    | Luke Ross        | Mai 1998       |
| 258 | (Man of the People)                                        | Glenn Greenberg et J. M. DeMatteis | Luke Ross        | Juin 1998      |
| 259 | (Survivor of the Big Lie)                                  | Glenn Greenberg et Roger Stern     | Luke Ross        | Juillet 1998   |
|     |                                                            |                                    |                  |                |
| 260 | (Spider in the Middle)                                     | Glenn Greenberg et Roger Stern     | Luke Ross        | Août 1998      |
| 261 | (Bad Business)                                             | Glenn Greenberg et Roger Stern     | Luke Ross        | Septembre 1998 |
| 262 | (The Gathering of Five part 4 of 5: A Day in the Life)     | John Byrne                         | Luke Ross        | Octobre 1998   |
| 263 | (The Final Chapter part 3 of 4: The Triumph of the Goblin) | Howard Mackie                      | Luke Ross        | Novembre 1998  |

### Spectacular Spider-Man Annuals
|    |                                                                          |                          |                                  |      |
| 1  | L'Homme l'appellera...Octopus ! (And Men shall call him...Octopus!)      | Bill Mantlo              | Rich Buckler et Jim Mooney       | 1979 |
| 2  | Et le glaive criait..."Vengeance !" (Vengeance is mine sayeth the sword) | Ralph Macchio            | Jim Mooney                       | 1980 |
| 3  | (Dark Side of the Moon)                                                  | David Kraft              | Jim Sherman et Al Weiss          | 1981 |
| 3  | (Aunt May's Photo Album)                                                 | Roger Stern              | Marie Severin et John Romita Sr. | 1981 |
| 4  | (Memory Lane)                                                            | Bill Mantlo              | Kerry Gammill et Sal Buscema     | 1984 |
| 4  | (Cat and Mouse)                                                          | Bob Denatale             | Ron Randall                      | 1984 |
| 5  | (Ace)                                                                    | Peter David              | Mark Beachum                     | 1985 |
| 6  | (Ace II)                                                                 | Peter David              | Mark Beachum                     | 1986 |
| 7  | (The Honeymoon)                                                          | James Owsley             | Alan Kupperberg                  | 1987 |
| 8  | (Return to Sender)                                                       | Gerry Conway             | Mark Bagley                      | 1988 |
| 9  | (The Serpent Attacks)                                                    | Gerry Conway             | David Ross                       | 1989 |
|    |                                                                          |                          |                                  |      |
| 10 | (Into the Microverse)                                                    | Stan Lee et Gerry Conway | Rich Buckler                     | 1990 |
| 10 | (Pale Reflection)                                                        | Glenn Herdling           | Todd McFarlane                   | 1990 |
| 10 | (The Choice)                                                             | Tony Isabella            | Ross Andru et Alan Kupperberg    | 1990 |
| 10 | (What I Did on My Summer Vacation)                                       | Tony Isabella            | Alan Kupperberg                  | 1990 |
| 11 |                                                                          |                          |                                  | 1991 |

## Web of Spider-Man
La série Web of Spider-Man est le deuxième titre qui, avec Spectacular Spider-Man, complète les histoires de Amazing Spider-Man. À partir du troisième volume, qui commence en 2021, les histoires sont indépendantes du canon de Amazing Spider-Man.

### Web of Spider-ManVol. 1 (#1 - #129)
| Numéro | Titre                                                            | Scénariste                       | Dessinateur                                  | Date de publication |
| ------ | ---------------------------------------------------------------- | -------------------------------- | -------------------------------------------- | ------------------- |
|        |                                                                  |                                  |                                              |                     |
| 1      | ('Til Death Do Us Apart)                                         | Louise Simonson                  | Greg LaRocque                                | Avril 1985          |
| 2      | (Treasures)                                                      | Louise Simonson                  | Greg LaRocque                                | Mai 1985            |
| 3      | (Iron Bars Do Not a Prison Make)                                 | Louise Simonson                  | Greg LaRocque                                | Juin 1985           |
| 4      | (Arms and the Man)                                               | Danny Fingeroth                  | Greg LaRocque                                | Juillet 1985        |
| 5      | (The Enemy Within)                                               | Danny Fingeroth                  | Jim Mooney                                   | Août 1985           |
| 6      | (Gold Rush)                                                      | Danny Fingeroth                  | Mike Harris                                  | Septembre 1985      |
| 7      | (Welcome... to my Nightmare)                                     | Peter David                      | Sal Buscema                                  | Octobre 1985        |
| 8      | (Local Superhero)                                                | David Michelinie                 | Geof Isherwood                               | Novembre 1985       |
| 9      | (The Twilight Heroes)                                            | David Michelinie                 | Geof Isherwood                               | Décembre 1985       |
|        |                                                                  |                                  |                                              |                     |
| 10     | (There, But For Fortune)                                         | Danny Fingeroth                  | Jim Mooney                                   | Janvier 1986        |
| 11     | (Have You Seen... That Vigilante Man!)                           | Danny Fingeroth et Bill Mantlo   | Bob McLeod                                   | Février 1986        |
| 12     | (Law and Order)                                                  | Peter David                      | Sal Buscema                                  | Mars 1986           |
| 13     | (Point of View)                                                  | Peter David                      | Mike Harris                                  | Avril 1986          |
| 14     | (All That Glitters...)                                           | David Michelinie                 | Mike Harris                                  | Mai 1986            |
| 15     | (The Fox Hunt)                                                   | David Michelinie                 | Mike Harris                                  | Juin 1986           |
| 16     | (Underworld)                                                     | David Michelinie                 | Marc Silvestri                               | Juillet 1986        |
| 17     | (The Magma Solution)                                             | David Michelinie                 | Marc Silvestri                               | Août 1986           |
| 18     | (The Longest Road)                                               | David Michelinie                 | Marc Silvestri                               | Septembre 1986      |
| 19     | (Humbug)                                                         | David Michelinie                 | Marc Silvestri                               | Octobre 1986        |
|        |                                                                  |                                  |                                              |                     |
| 20     | (Little Wars)                                                    | David Michelinie                 | Marc Silvestri                               | Novembre 1986       |
| 21     | (The Enemy Unknown)                                              | Larry Lieber                     | Larry Lieber                                 | Décembre 1986       |
| 22     | (Profit of Doom)                                                 | Len Kaminski                     | Marc Silvestri                               | Janvier 1987        |
| 23     | (Slip Slydin' Away)                                              | David Michelinie et Len Kaminski | Jim Fern                                     | Février 1987        |
| 24     | (High Stakes)                                                    | David Michelinie et Len Kaminski | Del Barras                                   | Mars 1987           |
| 25     | (Beware the Stalkers From the Stars)                             | Larry Lieber                     | Larry Lieber                                 | Avril 1987          |
| 26     | (Nothing to Fear)                                                | Stefan Petrucha et Len Kaminski  | Tom Morgan                                   | Mai 1987            |
| 27     | (Scared to Succeed)                                              | Dwight J. Zimmerman              | Dave Simons                                  | Juin 1987           |
| 28     | (Torch Bearing)                                                  | Bob Layton                       | Steve Geiger                                 | Juillet 1987        |
| 29     | (Mask)                                                           | James Owsley                     | Steve Geiger                                 | Août 1987           |
|        |                                                                  |                                  |                                              |                     |
| 30     | (The Wages of Sin)                                               | James Owsley                     | Steve Geiger                                 | Septembre 1987      |
| 31     | (Kraven's Last Hunt Part 1: The Coffin)                          | J. M. DeMatteis                  | Mike Zeck                                    | Octobre 1987        |
| 32     | (Kraven's Last Hunt Part 4: Resurrection)                        | J. M. DeMatteis                  | Mike Zeck                                    | Novembre 1987       |
| 33     | (What's the Matter with Mommy?)                                  | Ann Nocenti                      | Cindy Martin                                 | Décembre 1987       |
| 34     | (Fourth and Eternity)                                            | Jim Shooter                      | Sal Buscema                                  | Janvier 1988        |
| 35     | (You Can Go Home Again!)                                         | Gerry Conway                     | Alex Saviuk                                  | Février 1988        |
| 36     | (Phreak Out)                                                     | Gerry Conway                     | Alex Saviuk                                  | Mars 1988           |
| 37     | (When Strikes the Slasher)                                       | James Owsley                     | Steve Geiger                                 | Avril 1988          |
| 38     | (Moving Up)                                                      | Fabian Nicieza                   | Alex Saviuk                                  | Mai 1988            |
| 39     | (Petty Crimes)                                                   | Fabian Nicieza                   | Alex Saviuk                                  | Juin 1988           |
|        |                                                                  |                                  |                                              |                     |
| 40     | (Part 1: All You Need Is Love)                                   | Peter David                      | Alex Saviuk                                  | Juillet 1988        |
| 41     | (Part 2: That Old Time Religion)                                 | Peter David                      | Alex Saviuk                                  | Août 1988           |
| 42     | (Part 3: Pressure)                                               | Peter David                      | Alex Saviuk                                  | Septembre 1988      |
| 43     | (Part 4: Autodafe)                                               | Peter David                      | Alex Saviuk                                  | Octobre 1988        |
| 44     | (Reunion)                                                        | Peter David                      | Alex Saviuk                                  | Novembre 1988       |
| 45     | (Death From Above)                                               | Adam Blaustein                   | Alex Saviuk                                  | Décembre 1988       |
| 46     | (The Power Of... Hate!)                                          | Richard Powell                   | Keith Williams                               | Janvier 1989        |
| 47     | (The Hobgoblin Possessed: The Face in the Mirror)                | Gerry Conway                     | Alex Saviuk                                  | Février 1989        |
| 48     | (The Hobgoblin Possessed: Eyes of the Demon)                     | Gerry Conway                     | Alex Saviuk                                  | Mars 1989           |
| 49     | (Corner Business)                                                | Peter David                      | Alex Saviuk                                  | Avril 1989          |
|        |                                                                  |                                  |                                              |                     |
| 50     | (1,000 Words)                                                    | Gerry Conway                     | Alex Saviuk                                  | Mai 1989            |
| 51     | (The Crimelord of New York)                                      | Gerry Conway                     | Mark Bagley                                  | Juin 1989           |
| 52     | (Chains)                                                         | Gerry Conway                     | Frank Springer et John Romita Sr.            | Juillet 1989        |
| 53     | (Wolves in the Night)                                            | Gerry Conway                     | Mark Bagley                                  | Août 1989           |
| 54     | (The Wolves of War)                                              | Gerry Conway                     | Alex Saviuk                                  | Septembre 1989      |
| 55     | (Showdown)                                                       | Gerry Conway                     | Alex Saviuk                                  | Octobre 1989        |
| 56     | (Skin-Deep)                                                      | Gerry Conway                     | Alex Saviuk                                  | Novembre 1989       |
| 57     | (Flesh and Blood)                                                | Gerry Conway                     | Alex Saviuk                                  | Novembre 1989       |
| 58     | (Rematch)                                                        | Gerry Conway                     | Alex Saviuk                                  | Décembre 1989       |
| 59     | (With Great Power)                                               | Gerry Conway                     | Alex Saviuk                                  | Décembre 1989       |
|        |                                                                  |                                  |                                              |                     |
| 60     | (The Harder they Fall)                                           | Gerry Conway                     | Alex Saviuk                                  | Janvier 1990        |
| 61     | (Dragon in the Dark)                                             | Gerry Conway                     | Alex Saviuk                                  | Février 1990        |
| 62     | (All that Glitters)                                              | Gerry Conway                     | Alex Saviuk                                  | Mars 1990           |
| 63     | (Clouds from a Distant Storm)                                    | Gerry Conway                     | Alex Saviuk                                  | Avril 1990          |
| 64     | (Once More with Feeling)                                         | Gerry Conway                     | Alex Saviuk                                  | Mai 1990            |
| 65     | (The Last Act of Vengeance)                                      | Gerry Conway                     | Alex Saviuk                                  | Juin 1990           |
| 66     | (Friends and Enemies)                                            | Gerry Conway                     | Alex Saviuk                                  | Juillet 1990        |
| 67     | (With Friends Like These)                                        | Gerry Conway                     | Alex Saviuk                                  | Août 1990           |
| 68     | (Tombstone Territory)                                            | Gerry Conway                     | Alex Saviuk                                  | Septembre 1990      |
| 69     | (A Subtle Shade of Green)                                        | Gerry Conway                     | Alex Saviuk                                  | Octobre 1990        |
|        |                                                                  |                                  |                                              |                     |
| 70     | (A Hulk by Any Other Name)                                       | Gerry Conway et David Michelinie | Alex Saviuk                                  | Novembre 1990       |
| 71     | (Fortune Fury)                                                   | Danny Fingeroth                  | David Ross                                   | Décembre 1990       |
| 72     | (The Reckoning)                                                  | Danny Fingeroth                  | David Ross                                   | Janvier 1991        |
| 73     | (Art Attack 1: Head Quest)                                       | John Byrne                       | Alex Saviuk et Keith Williams                | Février 1991        |
| 74     | (Art Attack Part 2: Art and Soul)                                | Tony Isabella                    | Alex Saviuk                                  | Mars 1991           |
| 75     | (Art Attack Part 3: Cold Hands Warm Art)                         | Tony Isabella                    | Alex Saviuk                                  | Avril 1991          |
| 76     | (Art Attack Part 4: Art's Desire)                                | Tony Isabella                    | Alex Saviuk                                  | Mai 1991            |
| 77     | (Home Is Where the Terror Is)                                    | Terry Kavanagh                   | Alex Saviuk                                  | Juin 1991           |
| 78     | (Toast of the Town)                                              | Terry Kavanagh                   | Alex Saviuk                                  | Juillet 1991        |
| 79     | (First Blood)                                                    | Terry Kavanagh                   | Alex Saviuk                                  | Août 1991           |
|        |                                                                  |                                  |                                              |                     |
| 80     | (This Blood is My Blood)                                         | Terry Kavanagh                   | Alex Saviuk                                  | Septembre 1991      |
| 81     | (Living in Fear)                                                 | Kurt Busiek                      | Steve Butler                                 | Octobre 1991        |
| 82     | (Pumping Up)                                                     | Kurt Busiek                      | Ron Wilson                                   | Novembre 1991       |
| 83     | (Entrepreneurs)                                                  | Kurt Busiek                      | Chris Marrinan                               | Décembre 1991       |
| 84     | (The Name of the Rose Part 1: Family Ties)                       | Howard Mackie                    | Alex Saviuk                                  | Janvier 1992        |
| 85     | (The Name of the Rose Part 2: Three the Hard Way)                | Howard Mackie                    | Alex Saviuk                                  | Février 1992        |
| 86     | (The Name of the Rose Part 3: The Dark Within)                   | Howard Mackie                    | Alex Saviuk                                  | Mars 1992           |
| 87     | (The Name of the Rose Part 4: The Best Defense)                  | Howard Mackie                    | Alex Saviuk                                  | Avril 1992          |
| 88     | (The Name of the Rose Part 5: The King Makers)                   | Howard Mackie                    | Alex Saviuk                                  | Mai 1992            |
| 89     | (The Name of the Rose Part 6: A Rose by Any Other Name)          | Howard Mackie                    | Alex Saviuk                                  | Juin 1992           |
|        |                                                                  |                                  |                                              |                     |
| 90     | (The Spider's Thread)                                            | Howard Mackie                    | Alex Saviuk                                  | Juillet 1992        |
| 91     | (Making Amends Meet)                                             | Howard Mackie                    | Alex Saviuk                                  | Août 1992           |
| 92     | (Foreign Affairs)                                                | Howard Mackie                    | Alex Saviuk                                  | Septembre 1992      |
| 93     | (Hobgoblin Reborn Part 1: The Test)                              | Howard Mackie                    | Alex Saviuk                                  | Octobre 1992        |
| 94     | (Hobgoblin Reborn Part 2: Target Two)                            | Howard Mackie                    | Alex Saviuk                                  | Novembre 1992       |
| 95     | (Spirits of Venom Part 1: Storm Shadows)                         | Howard Mackie                    | Alex Saviuk                                  | Décembre 1992       |
| 96     | (Spirits of Venom Part 3: Enemies: A Hate Story)                 | Howard Mackie                    | Alex Saviuk Josef Rubinstein et Dan Panosian | Janvier 1993        |
| 97     | (The Enemy of My Enemy Part 1 of 4: Opening Volley)              | Terry Kavanagh                   | Derek Yaniger et Alex Saviuk                 | Février 1993        |
| 98     | (The Enemy of My Enemy Part 2 of 4: Uneasy Alliances)            | Terry Kavanagh                   | Derek Yaniger et Alex Saviuk                 | Mars 1993           |
| 99     | (The Enemy of My Enemy Part 3 of 4: The Swords are Drawn)        | Terry Kavanagh                   | Alex Saviuk Josef Rubinstein et Dan Panosian | Avril 1993          |
|        |                                                                  |                                  |                                              |                     |
| 100    | (Total War)                                                      | Terry Kavanagh                   | Alex Saviuk                                  | Mai 1993            |
| 100    | (The Origins of Nightwatch)                                      | Terry Kavanagh                   | Derek Yaniger                                | Mai 1993            |
| 101    | (Maximum Carnage Part 2 of 14: Darklight)                        | Terry Kavanagh                   | Alex Saviuk                                  | Juin 1993           |
| 102    | (Maximum Carnage Part 6 of 14: Sinking Fast)                     | Terry Kavanagh                   | Alex Saviuk                                  | Juillet 1993        |
| 103    | (Maximum Carnage Part 10 of 14: Sin City)                        | Terry Kavanagh                   | Alex Saviuk                                  | Août 1993           |
| 104    | (Part 1 of 3: Infinity Crusader)                                 | Terry Kavanagh                   | Alex Saviuk                                  | Septembre 1993      |
| 104    | (Deathmask)                                                      | Terry Kavanagh                   | Bill Wylie                                   | Septembre 1993      |
| 105    | (Part 2 of 3: Soul Gauntlet)                                     | Terry Kavanagh                   | Alex Saviuk                                  | Octobre 1993        |
| 105    | (Acid Test)                                                      | Terry Kavanagh                   | Bill Wylie                                   | Octobre 1993        |
| 106    | (Part 3 of 3: Judgment Day)                                      | Terry Kavanagh                   | Alex Saviuk                                  | Novembre 1993       |
| 106    | (The Killing Ground)                                             | Terry Kavanagh                   | Bill Wylie                                   | Novembre 1993       |
| 107    | (The Coming Storm)                                               | Terry Kavanagh                   | Alex Saviuk                                  | Décembre 1993       |
| 107    | (Tainted, Part 1)                                                | Terry Kavanagh                   | Bill Wylie                                   | Décembre 1993       |
| 108    | (The Eye of the Storm)                                           | Terry Kavanagh                   | Alex Saviuk                                  | Janvier 1994        |
| 108    | (Tainted, Part 2)                                                | Terry Kavanagh                   | Bill Wylie                                   | Janvier 1994        |
| 109    | (A Shock to the System)                                          | Joey Cavalieri                   | Rurik Tylor                                  | Février 1994        |
| 109    | (An Interior Decorating Interlude)                               | Terry Kavanagh                   | Alex Saviuk                                  | Février 1994        |
| 109    | (Savaging Prelude: Death Becomes Her)                            | Terry Kavanagh                   | Alex Saviuk                                  | Février 1994        |
|        |                                                                  |                                  |                                              |                     |
| 110    | (Savaging Part 1: Final Sanction)                                | Terry Kavanagh                   | Alex Saviuk                                  | Mars 1994           |
| 111    | (Savaging Part 2: Scales of Justice)                             | Terry Kavanagh                   | Alex Saviuk                                  | Avril 1994          |
| 112    | (Pursuit Part 3: Trail's End)                                    | Terry Kavanagh                   | Alex Saviuk                                  | Mai 1994            |
| 113    | (Live and Let Die Part I: Darkness Descends)                     | Terry Kavanagh                   | Alex Saviuk                                  | Juin 1994           |
| 114    | (Live and Let Die Part II: Who Among Us?)                        | Terry Kavanagh et Joey Cavalieri | Alex Saviuk                                  | Juillet 1994        |
| 115    | (Live and Let Die Part III: Shellshocked)                        | Terry Kavanagh                   | Alex Saviuk                                  | Août 1994           |
| 116    | (Live and Let Die Part IV: Crescendo)                            | Terry Kavanagh                   | Alex Saviuk                                  | Septembre 1994      |
| 117    | (Power and Responsibility, Part One: Shadow Rising)              | Terry Kavanagh                   | Steven Butler                                | Octobre 1994        |
| 117    | (The Double, Part One: Again!)                                   | J. M. DeMatteis                  | Liam Sharp                                   | Octobre 1994        |
| 118    | (The Exile Returns, Part One: Memories)                          | Terry Kavanagh                   | Steven Butler                                | Novembre 1994       |
| 119    | (The Exile Returns, Part Three: Echoes of Silence)               | Terry Kavanagh                   | Steven Butler                                | Décembre 1994       |
|        |                                                                  |                                  |                                              |                     |
| 120    | (Web of Life, Part One: Lure of the Spider)                      | Terry Kavanagh                   | Steven Butler                                | Janvier 1995        |
| 121    | (Web of Life, Part Three: The Hunting)                           | Todd Dezago                      | Phil Gosier                                  | Février 1995        |
| 122    | (Smoke and Mirrors, Part One: The Call)                          | J. M. DeMatteis et Todd Dezago   | Steven Butler                                | Mars 1995           |
| 123    | (Players and Pawns: True Lies)                                   | Terry Kavanagh                   | Steven Butler                                | Avril 1995          |
| 124    | (The Mark of Kaine, Part One: Walls)                             | Terry Kavanagh                   | Steven Butler                                | Mai 1995            |
| 125    | (Lives Unlived)                                                  | Terry Kavanagh                   | Steven Butler                                | Juin 1995           |
| 125    | (Shining Armor)                                                  | Terry Kavanagh et Mike Lackey    | Steven Butler                                | Juin 1995           |
| 126    | (The Trial of Peter Parker, Part One: Opening Statements)        | Todd Dezago                      | Roy Burdine                                  | Juillet 1995        |
| 127    | (Maximum Clonage, Part Two: The Last Temptation of Peter Parker) | Todd Dezago                      | Steven Butler                                | Août 1995           |
| 128    | (Exiled, Part One: Who Will Wear the Webs?)                      | Tom DeFalco et Todd Dezago       | Steven Butler                                | Septembre 1995      |
| 129    | (Time Bomb, Part Two: By My Hand, Mary Jane Must Die)            | Tom DeFalco et Todd Dezago       | Steven Butler                                | Octobre 1995        |

### Web of Scarlet Spider(#130 - #133)
| Numéro  | Titre                                                       | Scénariste                 | Dessinateur    | Date de publication |
| ------- | ----------------------------------------------------------- | -------------------------- | -------------- | ------------------- |
|         |                                                             |                            |                |                     |
| 1 (130) | (Virtual Mortality, Part One: There's a New Spider in Town) | Tom DeFalco et Todd Dezago | Paris Karounos | Novembre 1995       |
| 2 (131) | (Cyberwar, Part Two: True Deceptions)                       | Tom DeFalco et Todd Dezago | Tom Morgan     | Décembre 1995       |
| 3 (132) | (Rude Awakening)                                            | Evan Skolnick              | Paris Karounos | Janvier 1996        |
| 4 (133) | (Red Reign)                                                 | Evan Skolnick              | Paris Karounos | Février 1996        |

## The Sensational Spider-Man

### The Sensational Spider-Manvol. 1 (#1 - #22)
| Numéro    | Titre | Scénariste | Dessinateur | Date de publication |
| --------- | --- | --- | --- | --- |
| -1        | | | | |
|           | | | | |
| Remarques | | | | |
|           | | | | |
| 0         | (Ultimate Commitment) | Dan Jurgens | Dan Jurgens | Janvier 1996 |
|           | | | | |
| Remarques | | | | |
|           | | | | |
| 1         | (Of Mists and Mirrors) | Dan Jurgens | Dan Jurgens | Février 1996 |
|           | | | | |
| Remarques | Ce numéro est précédé par Venom: Along Came A Spider #1-#4 et ASM #408.                                                                       | Ce numéro est précédé par Venom: Along Came A Spider #1-#4 et ASM #408.                                                                       | Ce numéro est précédé par Venom: Along Came A Spider #1-#4 et ASM #408.                                                                       | Ce numéro est précédé par Venom: Along Came A Spider #1-#4 et ASM #408.                                                                       |
|           | | | | |
| 2         | (Remains of the Day) | Dan Jurgens | Dan Jurgens | Mars 1996 |
|           | | | | |
| Remarques | Ce numéro est précédé par SM #66. Il trouve sa suite dans ASM #409.                                                                           | Ce numéro est précédé par SM #66. Il trouve sa suite dans ASM #409.                                                                           | Ce numéro est précédé par SM #66. Il trouve sa suite dans ASM #409.                                                                           | Ce numéro est précédé par SM #66. Il trouve sa suite dans ASM #409.                                                                           |
|           | | | | |
| 3         | (Headlines) | Dan Jurgens | Dan Jurgens | Avril 1996 |
|           | | | | |
| Remarques | Ce numéro est précédé par SSM #232. Il trouve sa suite dans ASM #410.                                                                         | Ce numéro est précédé par SSM #232. Il trouve sa suite dans ASM #410.                                                                         | Ce numéro est précédé par SSM #232. Il trouve sa suite dans ASM #410.                                                                         | Ce numéro est précédé par SSM #232. Il trouve sa suite dans ASM #410.                                                                         |
|           | | | | |
| 4         | (Shooting Spider-Man) | Dan Jurgens | Dan Jurgens | Mai 1996 |
|           | | | | |
| Remarques | Ce numéro est précédé par SSM #233. Il trouve sa suite dans ASM #411.                                                                         | Ce numéro est précédé par SSM #233. Il trouve sa suite dans ASM #411.                                                                         | Ce numéro est précédé par SSM #233. Il trouve sa suite dans ASM #411.                                                                         | Ce numéro est précédé par SSM #233. Il trouve sa suite dans ASM #411.                                                                         |
|           | | | | |
| 5         | (Collisions with the Past) | Dan Jurgens | Dan Jurgens | Juin 1996 |
|           | | | | |
| Remarques | Ce numéro est précédé par SSM #234. Il trouve sa suite dans ASM #412.                                                                         | Ce numéro est précédé par SSM #234. Il trouve sa suite dans ASM #412.                                                                         | Ce numéro est précédé par SSM #234. Il trouve sa suite dans ASM #412.                                                                         | Ce numéro est précédé par SSM #234. Il trouve sa suite dans ASM #412.                                                                         |
|           | | | | |
| 6         | (The Ultimate Responsibility) | Dan Jurgens | Dan Jurgens | Juillet 1996 |
|           | | | | |
| Remarques | Ce numéro est précédé par Spider-Man #69 et par Spider-Man Team-Up #3. Il trouve sa suite dans Spider-Man: Redemption #1-#4 et dans ASM #413. | Ce numéro est précédé par Spider-Man #69 et par Spider-Man Team-Up #3. Il trouve sa suite dans Spider-Man: Redemption #1-#4 et dans ASM #413. | Ce numéro est précédé par Spider-Man #69 et par Spider-Man Team-Up #3. Il trouve sa suite dans Spider-Man: Redemption #1-#4 et dans ASM #413. | Ce numéro est précédé par Spider-Man #69 et par Spider-Man Team-Up #3. Il trouve sa suite dans Spider-Man: Redemption #1-#4 et dans ASM #413. |
|           | | | | |
| 7         | (High Drama) | Todd Dezago | Luke Ross | Août 1996 |
|           | | | | |
| Remarques | Ce numéro est précédé par Spectacular Spider-Man #236. Il trouve sa suite dans ASM #414.                                                      | Ce numéro est précédé par Spectacular Spider-Man #236. Il trouve sa suite dans ASM #414.                                                      | Ce numéro est précédé par Spectacular Spider-Man #236. Il trouve sa suite dans ASM #414.                                                      | Ce numéro est précédé par Spectacular Spider-Man #236. Il trouve sa suite dans ASM #414.                                                      |
|           | | | | |
| 8         | (The Usual Suspects) | Todd Dezago | Mike Wieringo | Septembre 1996 |
|           | | | | |
| Remarques | Ce numéro est précédé par Spider-Man Unlimited #13 et Spider-Man Team-Up #4. Il trouve sa suite dans ASM #415.                                | Ce numéro est précédé par Spider-Man Unlimited #13 et Spider-Man Team-Up #4. Il trouve sa suite dans ASM #415.                                | Ce numéro est précédé par Spider-Man Unlimited #13 et Spider-Man Team-Up #4. Il trouve sa suite dans ASM #415.                                | Ce numéro est précédé par Spider-Man Unlimited #13 et Spider-Man Team-Up #4. Il trouve sa suite dans ASM #415.                                |
|           | | | | |
| 9         | (Swarmed!) | Todd Dezago | Mike Wieringo | Octobre 1996 |
|           | | | | |
| Remarques | Ce numéro est précédé par ASM #416. Il trouve sa suite dans Sensational Spider-Man #10.                                                       | Ce numéro est précédé par ASM #416. Il trouve sa suite dans Sensational Spider-Man #10.                                                       | Ce numéro est précédé par ASM #416. Il trouve sa suite dans Sensational Spider-Man #10.                                                       | Ce numéro est précédé par ASM #416. Il trouve sa suite dans Sensational Spider-Man #10.                                                       |
|           | | | | |
| 10        | (Global Swarming) | Todd Dezago | Mike Wieringo | Novembre 1996 |
|           | | | | |
| Remarques | Ce numéro est précédé par Sensational Spider-Man #9. Il trouve sa suite dans SSM #238.                                                        | Ce numéro est précédé par Sensational Spider-Man #9. Il trouve sa suite dans SSM #238.                                                        | Ce numéro est précédé par Sensational Spider-Man #9. Il trouve sa suite dans SSM #238.                                                        | Ce numéro est précédé par Sensational Spider-Man #9. Il trouve sa suite dans SSM #238.                                                        |
|           | | | | |
| 11        | (Deadly Diversions) | Todd Dezago | Mike Wieringo | Décembre 1996 |
|           | | | | |
| Remarque  | Ce numéro est précédé par SSM #240. Il trouve sa suite dans ASM #418.                                                                         | Ce numéro est précédé par SSM #240. Il trouve sa suite dans ASM #418.                                                                         | Ce numéro est précédé par SSM #240. Il trouve sa suite dans ASM #418.                                                                         | Ce numéro est précédé par SSM #240. Il trouve sa suite dans ASM #418.                                                                         |
|           | | | | |
| 12        | | Todd Dezago | | |
|           | | | | |
|           | | | | |
|           | | | | |
| 13        | | Todd Dezago | | |
|           | | | | |
|           | | | | |
|           | | | | |
| 14        | | Todd Dezago | | |
|           | | | | |
| Remarques | | | | |
|           | | | | |
| 15        | | Todd Dezago | | |
|           | | | | |
| Remarques | | | | |
|           | | | | |
| 16        | | Todd Dezago | | |
|           | | | | |
| Remarques | | | | |
|           | | | | |
| 17        | | Todd Dezago | | |
|           | | | | |
| Remarques | | | | |
|           | | | | |
| 18        | | Todd Dezago | | |
|           | | | | |
|           | | | | |
|           | | | | |
| 19        | | Todd Dezago | | |
|           | | | | |
|           | | | | |
|           | | | | |
|           | | | | |
|           | | | | |
| 20        | | Todd Dezago | | |
|           | | | | |
|           | | | | |
|           | | | | |
|           | | | | |
|           | | | | |
| 21        | | Todd Dezago | | |
|           | | | | |
|           | | | | |
|           | | | | |
| 22        | | Todd Dezago | | |
|           | | | | |
|           | | | | |
| 23        | | Todd Dezago | | |
|           | | | | |
|           | | | | |
| 24        | | Todd Dezago | | |
|           | | | | |
|           | | | | |
| 25        | | Todd Dezago | | |
|           | | | | |
|           | | | | |
| 26        | | Todd Dezago | | |
|           | | | | |
|           | | | | |
| 27        | | Todd Dezago | | |
|           | | | | |
|           | | | | |
| 28        | | Todd Dezago | | |
|           | | | | |
|           | | | | |
| 29        | | Todd Dezago | | |
|           | | | | |
|           | | | | |
| 30        | | Todd Dezago | | |
|           | | | | |
|           | | | | |
| 31        | | Todd Dezago | | |
|           | | | | |
|           | | | | |
| 32        | | Todd Dezago | | |
|           | | | | |
|           | | | | |
| 33        | | Todd Dezago | | |
|           | | | | |
|           | | | | |

## Spider-Man
Spider-Man est une série indépendante, qui suit la chronologie de Amazing Spider-Man. Créée par Todd McFarlane, elle suit son run sur Amazing Spider-Man à partir d'août 1990. McFarlane quitte la série après le n°16 du fait d'un conflit artistique avec Marvel. La série est renommée en Peter Parker: Spider-Man à partir du n°75.
| Numéro            | Titre                                                                               | Scénariste                   | Dessinateur                   | Date de publication |
| ----------------- | ----------------------------------------------------------------------------------- | ---------------------------- | ----------------------------- | ------------------- |
|                   |                                                                                     |                              |                               |                     |
| -1                | (Proto-Goblin)                                                                      | Howard Mackie                | Dan Fraga                     | Juillet 1997        |
| 0.5               | (Glory Days)                                                                        | Tom DeFalco                  | Rick Leonardi                 | Mai 1998            |
| 1                 | (Torment: Part 1)                                                                   | Todd McFarlane               | Todd McFarlane                | Août 1990           |
| 2                 | (Torment: Part 2)                                                                   | Todd McFarlane               | Todd McFarlane                | Septembre 1990      |
| 3                 | (Torment: Part 3)                                                                   | Todd McFarlane               | Todd McFarlane                | Octobre 1990        |
| 4                 | (Torment: Part 4)                                                                   | Todd McFarlane               | Todd McFarlane                | Novembre 1990       |
| 5                 | (Torment: Part 5)                                                                   | Todd McFarlane               | Todd McFarlane                | Décembre 1990       |
| 6                 | (Masques: Part 1)                                                                   | Todd McFarlane               | Todd McFarlane                | Janvier 1991        |
| 7                 | (Masques: Part 2)                                                                   | Todd McFarlane               | Todd McFarlane                | Février 1991        |
| 8                 | (Perceptions: Part 1)                                                               | Todd McFarlane               | Todd McFarlane                | Mars 1991           |
| 9                 | (Perceptions: Part 2)                                                               | Todd McFarlane               | Todd McFarlane                | Avril 1991          |
|                   |                                                                                     |                              |                               |                     |
| 10                | (Perceptions: Part 3)                                                               | Todd McFarlane               | Todd McFarlane                | Mai 1991            |
| 11                | (Perceptions: Part 4)                                                               | Todd McFarlane               | Todd McFarlane                | Juin 1991           |
| 12                | (Perceptions: Part 5)                                                               | Todd McFarlane               | Todd McFarlane                | Juillet 1991        |
| 13                | (Sub-City: Part 1)                                                                  | Todd McFarlane               | Todd McFarlane                | Août 1991           |
| 14                | (Sub-City: Part 2)                                                                  | Todd McFarlane               | Todd McFarlane                | Septembre 1991      |
| 15                | (The Mutant Factor)                                                                 | Todd McFarlane               | Todd McFarlane                | Octobre 1991        |
| 16                | (Sabotage: Part 1)                                                                  | Todd McFarlane               | Todd McFarlane                | Novembre 1991       |
| 17                | (No One Gets Outta Here Alive!)                                                     | Ann Nocenti                  | Rick Leonardi                 | Décembre 1991       |
| 18                | (Revenge of the Sinister Six, Part 1)                                               | Erik Larsen                  | Erik Larsen                   | Janvier 1992        |
| 19                | (Revenge of the Sinister Six, Part 2: Slugfest)                                     | Erik Larsen                  | Erik Larsen                   | Février 1992        |
| 19                | (Diabolique! Part 1)                                                                | Terry Kavanagh               | Scott McDaniel                | Février 1992        |
|                   |                                                                                     |                              |                               |                     |
| 20                | (Revenge of the Sinister Six, Part 3: Showdown)                                     | Erik Larsen                  | Erik Larsen                   | Mars 1992           |
| 20                | (Diabolique! Part 2)                                                                | Terry Kavanagh               | Scott McDaniel                | Mars 1992           |
| 21                | (Revenge of the Sinister Six, Part 4: Dealing Arms)                                 | Erik Larsen                  | Erik Larsen                   | Avril 1992          |
| 22                | (Revenge of the Sinister Six, Part 5: The Sixth Member)                             | Erik Larsen                  | Erik Larsen                   | Mai 1992            |
| 23                | (Revenge of the Sinister Six, Part 6: Confrontation)                                | Erik Larsen                  | Erik Larsen                   | Juin 1992           |
| 24                | (Double Infinity)                                                                   | Howard Mackie                | Larry Alexander               | Juillet 1992        |
| 25                | (Why Me)                                                                            | Terry Kavanagh               | Chris Marrinan                | Août 1992           |
| 26                | (With Great Responsibility...!)                                                     | Tom DeFalco et Ron Frenz     | Mark Bagley                   | Septembre 1992      |
| 26                | (These Great Powers)                                                                | Tom DeFalco                  | Mark Bagley                   | Septembre 1992      |
| 27                | (There's Something About a Gun: Part 1)                                             | Don McGregor                 | Marshall Rogers               | Octobre 1992        |
| 28                | (There's Something About a Gun: Part 2)                                             | Don McGregor                 | Marshall Rogers               | Novembre 1992       |
| 29                | (Return to the Mad Dog Ward: Part One: Hope and Other Liars)                        | Ann Nocenti                  | Chris Marrinan                | Décembre 1992       |
|                   |                                                                                     |                              |                               |                     |
| 30                | (Return to the Mad Dog Ward: Part One: Brainstorm)                                  | Ann Nocenti                  | Chris Marrinan                | Janvier 1993        |
| 31                | (Return to the Mad Dog Ward: Part One: Trust)                                       | Ann Nocenti                  | Chris Marrinan                | Février 1993        |
| 32                | (Vengeance, Part One)                                                               | Steven Grant                 | Bob McLeod                    | Mars 1993           |
| 33                | (Vengeance, Part Two)                                                               | Steven Grant                 | Bob McLeod                    | Avril 1993          |
| 34                | (Vengeance, Conclusion. Vengeance Is Mine)                                          | Steven Grant                 | Bob McLeod et Lee Weeks       | Mai 1993            |
| 35                | (Maximum Carnage Part 4 of 14: Team Venom)                                          | David Michelinie             | Tom Lyle                      | Juin 1993           |
| 36                | (Maximum Carnage Part 8 of 14: Hate Is in the Air)                                  | Terry Kavanagh               | Tom Lyle                      | Juillet 1993        |
| 37                | (Maximum Carnage Part 12 of 14: The Light)                                          | J. M. DeMatteis              | Tom Lyle                      | Août 1993           |
| 38                | (Light in the Night, Part 1)                                                        | J. M. DeMatteis              | Klaus Janson                  | Septembre 1993      |
| 39                | (Light in the Night, Part 2)                                                        | J. M. DeMatteis              | Klaus Janson                  | Octobre 1993        |
|                   |                                                                                     |                              |                               |                     |
| 40                | (Light in the Night, Part 3)                                                        | J. M. DeMatteis              | Klaus Janson                  | Novembre 1993       |
| 41                | (Storm Warnings, Part 1)                                                            | Terry Kavanagh               | Jae Lee                       | Décembre 1993       |
| 42                | (Storm Warnings, Part 2: Lock and Loads)                                            | Terry Kavanagh               | Jae Lee                       | Janvier 1994        |
| 43                | (Storm Warnings, Part 3: Media Blitz)                                               | Terry Kavanagh               | Jae Lee                       | Février 1994        |
| 44                | (The Anniversary Syndrome)                                                          | Howard Mackie                | Tom Lyle                      | Mars 1994           |
| 45                | (Pursuit, Part One: The Dream Before)                                               | Howard Mackie                | Tom Lyle                      | Avril 1994          |
| 46                | (Beware the Rage of a Desperate Man Part One: Directions)                           | Howard Mackie                | Tom Lyle                      | Mai 1994            |
| 47                | (Beware the Rage of a Desperate Man Part Two: Old Habits)                           | Howard Mackie                | Tom Lyle                      | Juin 1994           |
| 48                | (Beware the Rage of a Desperate Man Part Three: Demons of Our Past)                 | Howard Mackie                | Tom Lyle                      | Juillet 1994        |
| 49                | (Cold Hearts)                                                                       | Howard Mackie                | Tom Lyle                      | Août 1994           |
|                   |                                                                                     |                              |                               |                     |
| 50                | (Son of the Hunter)                                                                 | Howard Mackie                | Tom Lyle                      | Septembre 1994      |
| 50                | (Rite of Passage)                                                                   | Howard Mackie                | Ron Randall                   | Septembre 1994      |
| 51                | (Power and Responsibility, Part Three: A Heart Beat Away!)                          | Howard Mackie                | Tom Lyle                      | Octobre 1994        |
| 51                | (The Double - Part Three: Who Am I?)                                                | J. M. DeMatteis              | Liam Sharp                    | Octobre 1994        |
| 52                | (Deadline)                                                                          | Howard Mackie                | Tom Lyle                      | Novembre 1994       |
| 53                | (The Exile Returns, Conclusion: Gathering Storms)                                   | Howard Mackie                | Tom Lyle                      | Décembre 1994       |
| 54                | (Web of Life, Part Two: Snared)                                                     | Howard Mackie                | Tom Lyle                      | Janvier 1995        |
| 55                | (Web of Life, Part Four: End Hunt)                                                  | Howard Mackie                | Mike Manley                   | Février 1995        |
| 56                | (Smoke and Mirrors, Part Three: Truths & Deceptions)                                | Howard Mackie                | Tom Lyle                      | Mars 1995           |
| 57                | (Aftershocks, Part One)                                                             | Howard Mackie                | John Romita Jr.               | Avril 1995          |
| 57                | (The Parker Legacy, Part Two: Whose Life is it, Anyway?)                            |                              |                               | Avril 1995          |
| 58                | (The Mark of Kaine, Part Three: Spider, Spider, Who's Got the Spider?)              | Howard Mackie                | Tom Lyle                      | Mai 1995            |
| 59                | (Crossfire, Part Two: The Future is Now)                                            | Howard Mackie                | Tom Lyle                      | Juin 1995           |
|                   |                                                                                     |                              |                               |                     |
| 60                | (The Trial of Peter Parker, Part Three: The Truth is Out There)                     | Howard Mackie                | Tom Lyle                      | Juillet 1995        |
| 61                | (Maximum Clonage, Part Four: Heading Toward Omega)                                  | Howard Mackie                | Tom Lyle                      | Août 1995           |
| 62                | (Exiled, Part Three: Took Down)                                                     | Howard Mackie                | Pat Broderick                 | Septembre 1995      |
| 63                | (The Greatest Responsibility, Part Two: The Kick Inside)                            | Howard Mackie                | Gil Kane                      | Octobre 1995        |
| Scarlet Spider #1 | (Virtual Mortality, Part Three: To Thine Own Self)                                  | Howard Mackie et Todd Dezago | Gil Kane                      | Octobre 1995        |
| Scarlet Spider #2 | (Along Came a Virtual Spider)                                                       | Howard Mackie                | John Romita Jr.               | Octobre 1995        |
| 64                | (The Game of Life)                                                                  | Howard Mackie                | John Romita Jr.               | Janvier 1996        |
| 65                | (Unplugged)                                                                         | Howard Mackie                | John Romita Jr. et Tom Morgan | Février 1996        |
| 66                | (End Game)                                                                          | Howard Mackie                | John Romita Jr.               | Mars 1996           |
| 67                | (Who Am I?)                                                                         | Todd Dezago                  | John Romita Jr.               | Avril 1996          |
| 68                | (Into the Depths)                                                                   | Howard Mackie                | John Romita Jr.               | Mai 1996            |
| 69                | (It Begins With a Bang Not a Whimper!)                                              | Howard Mackie                | John Romita Jr.               | Juin 1996           |
|                   |                                                                                     |                              |                               |                     |
| 70                | (Above It All)                                                                      | Howard Mackie                | John Romita Jr.               | Juillet 1996        |
| 71                | (The Promise)                                                                       | Howard Mackie                | John Romita Jr.               | Août 1996           |
| 72                | (The World's Gone Mad)                                                              | Howard Mackie                | John Romita Jr.               | Septembre 1996      |
| 73                | (Legacy)                                                                            | Howard Mackie                | John Romita Jr.               | Octobre 1996        |
| 74                | (Last of Heroes)                                                                    | Howard Mackie                | John Romita Jr.               | Novembre 1996       |
| 75                | (The Night of the Goblin)                                                           | Howard Mackie                | John Romita Jr.               | Décembre 1996       |
| 76                | (SHOC)                                                                              | Howard Mackie                | John Romita Jr.               | Janvier 1997        |
| 77                | (The Vampire's Kiss)                                                                | Howard Mackie                | Claudio Castellini            | Février 1997        |
| 78                | (The Love of a Woman)                                                               | Howard Mackie                | John Romita Jr.               | Mars 1997           |
| 79                | (After the Fall)                                                                    | Howard Mackie                | John Romita Jr.               | Avril 1997          |
|                   |                                                                                     |                              |                               |                     |
| 80                | (Blood Simple)                                                                      | Howard Mackie                | John Romita Jr.               | Mai 1997            |
| 81                | (Shadow of the Cat)                                                                 | Howard Mackie                | John Romita Jr.               | Juin 1997           |
| 82                | (You've Got to Have Friends (of Humanity?))                                         | Howard Mackie                | John Romita Jr.               | Août 1997           |
| 83                | (Vertigo)                                                                           | Howard Mackie                | John Romita Jr.               | Septembre 1997      |
| 84                | (Nothing Stops the Juggernaut!)                                                     | Howard Mackie                | John Romita Jr.               | Octobre 1997        |
| 85                | (Little Lies)                                                                       | Howard Mackie                | Andy Smith                    | Novembre 1997       |
| 86                | (The Span of Years)                                                                 | Howard Mackie                | Andy Smith                    | Décembre 1997       |
| 87                | (Ennemies... A Love Story)                                                          | Howard Mackie                | John Romita Jr.               | Janvier 1998        |
| 88                | (Who Did Joey Z)                                                                    | Howard Mackie                | John Romita Jr.               | Février 1998        |
| 89                | (Spider, Spider)                                                                    | Howard Mackie                | John Romita Jr.               | Mars 1998           |
|                   |                                                                                     |                              |                               |                     |
| 90                | (It Started on Yancy Street ... Again!)                                             | Howard Mackie                | John Romita Jr.               | Avril 1998          |
| 91                | (Undercover)                                                                        | Howard Mackie                | John Romita Jr.               | Mai 1998            |
| 92                | (Stuck in the Middle with You!)                                                     | Howard Mackie                | John Romita Jr.               | Juin 1998           |
| 93                | (Reborn Again)                                                                      | Howard Mackie                | Javier Saltares               | Juillet 1998        |
| 94                | (Who Was Joey Z)                                                                    | Howard Mackie                | John Romita Jr.               | Août 1998           |
| 95                | (Free Fall)                                                                         | Howard Mackie                | John Romita Jr.               | Septembre 1998      |
| 96                | (The Gathering of Five part 3 of 5: Web of Despair)                                 | Howard Mackie                | Norman Felchle                | Octobre 1998        |
| 97                | (The Final Chapter part 2 of 4: Let the Heavens Tremble at the Power of the Goblin) | Howard Mackie                | John Romita Jr.               | Novembre 1998       |
| 98                | (The Final Chapter part 4 of 4: The Final Chapter)                                  | Howard Mackie                | John Romita Jr.               | Novembre 1998       |

## Untold Tales of Spider-Man
La série Untold Tales est une série-flashback qui raconte la jeunesse de Peter Parker et ses années au lycée.

### Série principale
| Numéro | Titre                                       | Scénariste                    | Dessinateur                  | Date de publication |
| ------ | ------------------------------------------- | ----------------------------- | ---------------------------- | ------------------- |
|        |                                             |                               |                              |                     |
| -1     | (Richard and Mary Parker: Agents of SHIELD) | Roger Stern                   | John Romita Sr.              | Juillet 1997        |
| 1      | (To Serve and Protect?)                     | Kurt Busiek                   | Pat Olliffe                  | Septembre 1995      |
| 2      | (Castles in the air)                        | Kurt Busiek                   | Pat Olliffe                  | Octobre 1995        |
| 3      | (Sandbagged!)                               | Kurt Busiek                   | Pat Olliffe                  | Novembre 1995       |
| 4      | (The Measure of a Man)                      | Kurt Busiek                   | Pat Olliffe                  | Décembre 1995       |
| 5      | (Vulture on the wing)                       | Kurt Busiek                   | Pat Olliffe                  | Janvier 1996        |
| 6      | (Double Jeopardy)                           | Kurt Busiek                   | Pat Olliffe                  | Février 1996        |
| 7      | (On the trail of the amazing Spider-Man)    | Kurt Busiek                   | Pat Olliffe                  | Mars 1996           |
| 8      | (Harry's story)                             | Kurt Busiek                   | Pat Olliffe                  | Avril 1996          |
| 9      | (Cry Lizard)                                | Kurt Busiek                   | Ron Frenz et Brett Breedings | Mai 1996            |
|        |                                             |                               |                              |                     |
| 10     | (Call her... Commanda)                      | Kurt Busiek                   | Pat Olliffe                  | Juin 1996           |
| 11     | (Shock follows shock)                       | Kurt Busiek                   | Pat Olliffe                  | Juillet 1996        |
| 12     | (The Secrets of Betty Brant)                | Kurt Busiek                   | Pat Olliffe                  | Août 1996           |
| 13     | (Without warning)                           | Kurt Busiek                   | Pat Olliffe                  | Septembre 1996      |
| 14     | (One thing right)                           | Kurt Busiek                   | Pat Olliffe                  | Octobre 1996        |
| 15     | (The Battle for the Daily Bugle)            | Kurt Busiek                   | Pat Olliffe                  | Novembre 1996       |
| 16     | (The Boy next door)                         | Kurt Busiek                   | Pat Olliffe                  | Décembre 1996       |
| 17     | (Spidey battles Hawkeye the marksman)       | Kurt Busiek                   | Pat Olliffe                  | Janvier 1997        |
| 18     | (Unseen Dangers)                            | Kurt Busiek                   | Pat Olliffe                  | Février 1997        |
| 19     | (Eight Arms to Hold You)                    | Kurt Busiek et G. L. Lawrence | Pat Olliffe                  | Mars 1997           |
|        |                                             |                               |                              |                     |
| 20     | (Wings of hatred)                           | Kurt Busiek et G. L. Lawrence | Pat Olliffe                  | Avril 1997          |
| 21     | (Menace!)                                   | Kurt Busiek                   | Pat Olliffe                  | Mai 1997            |
| 22     | (The Spider and the Scarecrow)              | Kurt Busiek et Tom DeFalco    | Pat Olliffe                  | Juin 1997           |
| 23     | (In the shadow of the Crime Master)         | Kurt Busiek et Tom DeFalco    | Pat Olliffe                  | Juillet 1997        |
| 24     | (What would Spidey do?)                     | Kurt Busiek et Tom DeFalco    | Bob McLeod                   | Septembre 1997      |
| 25     | (Bad Men on Campus)                         | Kurt Busiek et Roger Stern    | Ron Frenz                    | Octobre 1997        |

### Untold Tales of Spider-Man Annuals
| Numéro | Titre                    | Scénariste  | Dessinateur | Date de publication |
| ------ | ------------------------ | ----------- | ----------- | ------------------- |
|        |                          |             |             |                     |
| 1      | (A Night on the town)    | Kurt Busiek | Mike Allred | Décembre 1996       |
| 2      | (It's Always darkest...) | Kurt Busiek | Tom Lyle    | Juillet 1997        |

## Spider-Man Unlimited

### Vol 1.
| Numéro                      | Titre                                                                | Scénariste                       | Dessinateur                                   | Date de publication |
| --------------------------- | -------------------------------------------------------------------- | -------------------------------- | --------------------------------------------- | ------------------- |
|                             |                                                                      |                                  |                                               |                     |
| 1                           | (Maximum Carnage Part 1 of 14: Carnage Rising)                       | Tom DeFalco                      | Ron Lim                                       | Mai 1993            |
| 1                           | (Playback)                                                           | Mike W. Barr                     | Jerry Bingham                                 | Mai 1993            |
| 1                           | (Long Way Down)                                                      | Terry Kavanagh                   | Mark Bagley                                   | Mai 1993            |
| 2                           | (Maximum Carnage Part 14 of 14: The Hatred, the Horror and the Hero) | Tom DeFalco                      | Mark Bagley et Ron Lim                        | Mai 1993            |
| 2                           | (Other People's Dream)                                               | Kurt Busiek                      | Steven Butler                                 | Mai 1993            |
| 3                           | (An Obituary for Octopus)                                            | Tom DeFalco                      | Ron Lim                                       | Novembre 1993       |
| 3                           | (Captive Fire)                                                       | Kurt Busiek                      | Aaron Lopresti                                | Novembre 1993       |
| 3                           | (Ren-Tech's Revenge)                                                 | Jack C. Harris                   | Jesse D. Orozco                               | Novembre 1993       |
| 4                           | (The Man Who Would Be Spider-Man)                                    | Tom DeFalco                      | Ron Lim                                       | Février 1994        |
| 4                           | (Still Living in Fear)                                               | Kurt Busiek                      | Kevin West                                    | Février 1994        |
| 4                           | (Just a Joe Named Guy)                                               | Carl Potts                       | Dan Norton                                    | Février 1994        |
| 5                           | (Estranged Tales)                                                    | Tom DeFalco                      | Ron Lim                                       | Mai 1994            |
| 5                           | (Look Who's Back)                                                    | Kurt Busiek                      | Jan Duursema                                  | Mai 1994            |
| 5                           | (Street Justice)                                                     | Eric Fein                        | Mark Tenney                                   | Mai 1994            |
| 6                           | (People Like Us!)                                                    | Tom DeFalco                      | Ron Lim                                       | Juin 1994           |
| 6                           | (Lives at Risk)                                                      | Marc McLaurin                    | Scott Kolins                                  | Juin 1994           |
| 6                           | (Unnecessary Roughness)                                              | Tom Brevoort et Mike Kanterovich | Scott Kolins                                  | Juin 1994           |
| 7                           | (The Exile Returns, Part Two: Second Rate Choices)                   | Tom Lyle                         | Ron Lim, Tom Palmer et Phil Gosier            | Septembre 1994      |
| 7                           | (A Conflict of Interests!)                                           | Tom Brevoort et Mike Kanterovich | Bob McLeod                                    | Septembre 1994      |
| 7                           | (To Protect and Serve)                                               | Steve Vrattos                    | Phil Gosier                                   | Septembre 1994      |
| 8                           | (Behind the Terror)                                                  | Tom Lyle                         | Ron Lim                                       | Février 1995        |
| 9                           | (The Mark of Kaine: Unholy Alliances)                                | Tom Lyle                         | Ron Lim, Ron Garney et Tod Smith              | Mai 1995            |
|                             |                                                                      |                                  |                                               |                     |
| 10                          | (Exiled, Part Four: A Promise to Keep)                               | Mike Lackey                      | Shawn McManus et Roy Burdine                  | Septembre 1995      |
| Scarlet Spider Unlimited #1 | (You Say You Want an Evolution)                                      | Glenn Herdling                   | Tod Smith                                     | Octobre 1995        |
| 11                          | (The Skull Jackets)                                                  | Fabian Nicieza                   | Dave Hoover                                   | Janvier 1996        |
| 11                          | (Night Work)                                                         | Adam Santangelo                  | Sal Buscema                                   | Janvier 1996        |
| 12                          | (Who Did Spider-Man Murder?)                                         | Evan Skolnick                    | Steve Geiger, Paris Karounos et Steven Butler | Mai 1996            |
| 13                          | (The Sting of Conscience)                                            | James Felder                     | Joe Bennett                                   | Août 1996           |
| 13                          | (The Descent)                                                        | James Felder                     | Robert Brown                                  | Août 1996           |
| 14                          | (Game's End)                                                         | Glenn Herdling                   | Joe Bennett                                   | Décembre 1996       |
| 15                          | (Facing the Void)                                                    | Tom DeFalco                      | Joe Bennett                                   | Février 1997        |
| 16                          | (The Wages of Conquest)                                              | Mark Bernardo                    | Joe Bennett                                   | Mai 1997            |
| 17                          | (I, Robot Master !)                                                  | Glenn Greenberg                  | Joe Bennett                                   | Août 1997           |
| 18                          | (All My Pasts Remembered)                                            | Tom DeFalco                      | Joe Bennett                                   | Novembre 1997       |
| 18                          | (The Secrets of Doctor Octopus)                                      | Tom DeFalco                      | Pat Olliffe                                   | Novembre 1997       |
| 18                          | (Her Name was Stunner)                                               | Tom DeFalco                      | Joe Bennett                                   | Novembre 1997       |
| 19                          | (Where Monsters Dwell)                                               | Mark Bernardo                    | Joe Bennett                                   | Février 1998        |
|                             |                                                                      |                                  |                                               |                     |
| 20                          | (A Long Way Till Dawn)                                               | Christopher Golden               | Joe Bennett                                   | Mai 1998            |
| 21                          | (A Promise to Keep)                                                  | Christopher Golden               | Mike Deodato Jr.                              | Août 1998           |
| 22                          | (Poisoned Souls)                                                     | Mark Bernardo                    | Mike Deodato Jr.                              | Novembre 1998       |

### Vol 2.
| Numéro | Titre | Scénariste | Dessinateur | Date de publication |
| ------ | ----- | ---------- | ----------- | ------------------- |
|        |       |            |             |                     |
| 0,5    |       |            |             |                     |
|        |       |            |             |                     |
| 1      |       |            |             |                     |
|        |       |            |             |                     |
| 2      |       |            |             |                     |
|        |       |            |             |                     |
| 3      |       |            |             |                     |
|        |       |            |             |                     |
| 4      |       |            |             |                     |
|        |       |            |             |                     |
| 5      |       |            |             |                     |

## Numéros spéciaux de la saga du clone
La saga du clone a été émaillée par des numéros spéciaux et des séries limitées nécessaires à la compréhension de l'intrigue principale.

### Funeral for an Octopus
Funeral for an Octopus est une série limitée en trois numéros, qui s'intègre à partir de Spectacular Spider-Man #221. 
|   |                               |                                  |                 |              |
| 1 | (Eight Arms Beyond the Grave) | Tom Brevoort et Mike Kanterovich | Stewart Johnson | Janvier 1995 |
| 2 | (Armed and Dangerous)         | Tom Brevoort et Mike Kanterovich | Stewart Johnson | Février 1995 |
| 3 | (A Farewell to Arms)          | Tom Brevoort et Mike Kanterovich | Stewart Johnson | Mars 1995    |

### Spider-Man: Maximum Clonage
Spider-Man: Maximum Clonage est un arc narratif pour lequel a été créé une nouvelle série de comics, qui n'a connu que deux numéros. Le premier a porté le nom de Spider-Man: Maximum Clonage Alpha, et le second, Omega.
|   |                                                               |                            |                                                    |              |
| 1 | (Maximum Clonage, Part One: ...And the Jackal Cries, 'Death!) | Tom DeFalco et Todd Dezago | Ron Lim                                            | Juin 1995    |
| 2 | (Maximum Clonage, Conclusion: The End of the Beginning)       | Tom Lyle                   | Robert Brown, Roy Burdine, Mark Bagley et Tom Lyle | Juillet 1995 |

### Spider-Man: The Clone Journal
Spider-Man: The Clone Journal est un épisode en une partie, publié en mars 1995, qui récapitule les évènements de la saga du clone jusqu'aux révélations du Chacal dans Spider-Man #56.
| Numéro | Titre    | Scénariste                                                                 | Dessinateur                                                                                 | Date de publication |
| ------ | -------- | -------------------------------------------------------------------------- | ------------------------------------------------------------------------------------------- | ------------------- |
|        |          |                                                                            |                                                                                             |                     |
| 1      | (Puppet) | Tom DeFalco, J. M. DeMatteis, Todd Dezago, Terry Kavanagh et Howard Mackie | Mark Bagley, Robert Brown, Sal Buscema, Steven Butler, Phil Gosier, Tom Lyle et Mike Manley | Mars 1995           |

### Spider-Man: The Jackal Files
Spider-Man: The Jackal Files est un épisode en une partie, publié en juillet 1995. Il sert à introduire le personnage de Spidercide.
| Numéro | Scénariste  | Dessinateur | Date de publication |
| ------ | ----------- | --- | ------------------- |
|        |             | |                     |
| 1      | Todd Dezago | Mark Buckingham, George Pérez, Patrick Zircher, Dan Lawlis, Joe St. Pierre, Guy Dordon, Michael Bair, Jordan Raskin, Roger Robinson, Liam Sharp et Pat Olliffe | Juillet 1995        |

### Spider-Man: The Lost Years
Spider-Man: The Lost Years est une série courte qui raconte l'histoire du clone de Spider-Man, Ben Reilly, avant que la saga du clone ne commence.
| Numéro | Scénariste      | Dessinateur     | Date de publication |
| ------ | --------------- | --------------- | ------------------- |
|        |                 |                 |                     |
| #0     | Terry Kavanagh  | Steven Butler   | Janvier 1996        |
| 1      | J. M. DeMatteis | John Romita Jr. | Juin 1995           |
| 2      | J. M. DeMatteis | John Romita Jr. | Septembre 1995      |
| 3      | J. M. DeMatteis | John Romita Jr. | Octobre 1995        |

### Planet of the Symbiotes
Planet of the Symbiotes est une série limitée, en cinq numéros, parue en 1995. Elle s'insère nécessairement après Amazing Spider-Man #400. Elle a été publiée dans des numéros annexes aux cinq séries principales sur l'Homme-Araignée publiées à cette époque, en adjoignant l'expression « super special » au titre du magazine (Amazing Spider-Man Super Special, Spider-Man Super Special, etc.), en y ajoutant le magazine Venom, qui était à l'époque consacré au personnage homonyme.
| Numéro | Titre                    | Scénariste       | Dessinateur      | Date de publication |
| ------ | ------------------------ | ---------------- | ---------------- | ------------------- |
|        |                          |                  |                  |                     |
| 1      | (The Far Cry)            | David Michelinie | Dave Hoover      | Juin 1995           |
| 1      | (Street Fear)            | Eric Fein        | John Calimee     | Juin 1995           |
| 1      | (Ghosts)                 | Terry Kavanagh   | Mike Lackey      | Juin 1995           |
|        |                          |                  |                  |                     |
| 2      | (Lurkers)                | David Michelinie | Joe St. Pierre   | Juillet 1995        |
| 2      | ('Till Death do us Part) | Darick Robertson | Darick Robertson | Juillet 1995        |
| 2      | (Survive and Conquer)    | Terry Kavanagh   | Tod Smith        | Juillet 1995        |
|        |                          |                  |                  |                     |
| 3      | (Monsterworld)           | David Michelinie | Kyle Hotz        |                     |
| 3      | (Things Undreamt Of...)  | Dan Slott        | Mark Bagley      |                     |
| 3      | (Creatures on the Loose) | Terry Kavanagh   | Kevin West       |                     |
|        |                          |                  |                  |                     |
| 4      | (Invasion)               | David Michelinie | Darick Robertson | Septembre 1995      |
| 4      | (The Cycle of Life)      | Stan Lee         | Darick Robertson | Septembre 1995      |
| 4      | (Party Monster)          | Terry Kavanagh   | Claude St. Aubin | Septembre 1995      |
|        |                          |                  |                  |                     |
| 5      | (Mortal Victory)         | David Michelinie | Steve Lightle    | Octobre 1995        |
| 5      | (Where Monsters Dwell)   | Terry Kavanagh   | Roger Robinson   | Octobre 1995        |
| 5      | (Cats & Robbers)         | Karl Kesel       | Patrick Zircher  | Octobre 1995        |

### Spider-Man: The Parker Years
Spider-Man: The Parker Years est une histoire en une partie qui fait le pont entre la première partie de la saga du clone, et la seconde, où Ben Reilly reprend le costume de Peter.
| Numéro | Scénariste    | Dessinateur    | Date de publication |
| ------ | ------------- | -------------- | ------------------- |
|        |               |                |                     |
| 1      | Evan Skolnick | Joe St. Pierre | Novembre 1995       |

## Giant-Size Spider-Man
La série Giant-Size Spider-Man est une série de six comics plus longs qu'Amazing Spider-Man, qui met en scène une rencontre entre Spider-Man et un autre personnage de l'univers Marvel le temps d'une aventure. Le #6, ultime numéro de la série, est une réimpression d'un ancien numéro.
| Numéro | Titre                             | Scénariste   | Dessinateur | Date de publication |
| --- | --------------------------------- | ------------ | ----------- | ------------------- |
| |                                   |              |             |                     |
| 1 |                                   | Len Wein     | Ross Andru  | Juillet 1974        |
| | (Ship of Friends!)                |              |             |                     |
| Alors que Spidey effectue une patrouille de nuit, il découvre une bijouterie en train d'être braquée. Il n'arrive pas à voir le braqueur, mais ses toiles rebondissent sur son corps. Passant chez sa tante, il apprend du médecin que May est atteinte d'une grippe nouvelle, auxquels les vaccins ne peuvent rien. Peter emprunte un vaisseau des Quatre Fantastiques et atteint un vaisseau dirigé par le Whisperer, un ancien de la Maggia. Une jeune femme est retrouvée avec deux traces de morsure dans le cou : elle a été attaquée par Dracula. |                                   |              |             |                     |
| | (The Masque of the Black Death)   |              |             |                     |
| Spidey se bat contre les membres de la Maggia. Il part ensuite à la recherche du docteur qui est, lui a-t-on dit, en possession du médicament qui permettra de guérir tante May de la grippe inconnue qu'elle a contractée. L'Araignée finit par trouver la docteure, et rentre chez lui pour guérir sa tante. |                                   |              |             |                     |
| |                                   |              |             |                     |
| 2 |                                   | Len Wein     | Ross Andru  | Octobre 1974        |
| | (Masterstroke)                    |              |             |                     |
| Spidey est en patrouille lorsqu'il découvre qu'un braquage a lieu au musée Guggenheim. Il s'apprête à combattre les voleurs lorsqu'il est attaqué par un expert du kung-fu. Il réussit à le battre et à obtenir le nom de son maître, Shang-Chi. |                                   |              |             |                     |
| | (Cross and double-cross)          |              |             |                     |
| Spider-Man et Shang-Chi se rencontrent par hasard, et, chacun considérant l'autre comme un meurtrier, se battent. Pendant le combat, Spidey explique au maître qu'il fait erreur. Ils décident de s'allier. |                                   |              |             |                     |
| | (The Pinnacle of Doom)            |              |             |                     |
| Les deux héros apprennent que le terrible docteur Fu Manchu se tiendra au sommet de l'Empire State Building le soir même pour commettre un attentat. Se rendant sur place, Spidey et Shang-Chi doivent défaire les hommes de main du maître des arts martiaux. Ce dernier réussit à s'échapper en hélicoptère. |                                   |              |             |                     |
| |                                   |              |             |                     |
| 3 |                                   | Gerry Conway | Ross Andru  | Janvier 1975        |
| | (The Yesterday connection)        |              |             |                     |
| Alors que Spidey est en vadrouille, il remarque un code en morse qui lui est adressé. Il découvre une étrange femme qui, après lui avoir demandé s'il connaissait l'histoire du bâtiment dans lequel ils se trouvaient, parvient à lui faire voir son passé. |                                   |              |             |                     |
| | (The Secret out of time)          |              |             |                     |
| Doc Savage se trouve par hasard à un meeting politique du maire de New York lorsqu'il le sauve d'un attentat. |                                   |              |             |                     |
| | (Tomorrow is too late)            |              |             |                     |
| La femme fait un malaise dans les bras de Spidey. Il doit se battre contre une étrange créature. Il remporte la bataille et s'en va. |                                   |              |             |                     |
| |                                   |              |             |                     |
| 4 | (To Sow the seeds of death's day) | Gerry Conway | Ross Andru  | Avril 1975          |
| Lors d'une patrouille en ville, Spidey découvre des criminels en train d'enlever une jeune fille. Alors qu'il s'apprête à la sauver, un criminel est touché au front par une balle de sniper. Ils s'enfuient tandis que Spidey essaie de comprendre d'où la balle est venue. Il s'agit du Punisher, que Spidey réussit à suivre jusqu'à son QG. Ils s'allient pour une mission commune dans une jungle ennemi, où ils délivrent des villageois innocents.                                                                                                |                                   |              |             |                     |
| |                                   |              |             |                     |
| 5 | (Beware the path of the monster)  | Gerry Conway | Ross Andru  | Juillet 1975        |
| Spider-Man se balance dans New York mais il broie du noir, car il trouve que tout ce qu'il voit lui rappelle Gwen Stacy ou tante May. Betty parle à Peter et lui dit que Gwen, qu'elle héberge chez elle, a besoin d'elle. Peter se rend chez elle et la réconforte, car elle a du mal à se réadapter. Jameson envoie le lendemain Peter en Floride pour couvrir un monstre qui y a été aperçu ; Spidey tombe sur le Lézard, qu'il bat et qu'il ramène à son état humain.                                                                                |                                   |              |             |                     |
| |                                   |              |             |                     |

## Spider-Man Team-Up
| Numéro | Titre | Scénariste | Dessinateur | Date de publication                                                                                               |
| --- | --- | --- | --- | --- |
| | | | | |
| 1 | (Double or Nothing)                                                                                               | Mark Waid et Tom Peyer                                                                                            | Ken Lashley | Novembre 1995 |
| Peter se rend au Bugle pour vendre ses dernières photos de Spider-Man, avant d'aller parler à Ben Reilly pour mettre les choses au clair entre eux. Le Bugle est attaqué par Black King et White King, qui en veulent à Jameson. Les X-Men arrivent en renfort pour se débarrasser des deux assaillants. Une fois Jameson sauvé, Peter casse son appareil photo, dont il ne compte plus avoir besoin. | | | | |
| Remarque | Ce numéro est précédé par SM #63 et par l'arc narratif de la planète des symbiotes. Il se poursuit dans SSM #229. | Ce numéro est précédé par SM #63 et par l'arc narratif de la planète des symbiotes. Il se poursuit dans SSM #229. | Ce numéro est précédé par SM #63 et par l'arc narratif de la planète des symbiotes. Il se poursuit dans SSM #229. | Ce numéro est précédé par SM #63 et par l'arc narratif de la planète des symbiotes. Il se poursuit dans SSM #229. |
| | | | | |
| 2 | (Ambush) | Roger Stern et George Pérez                                                                                       | Tom Grindberg | Février 1996 |
| | | | | |
| Remarques | | | | |
| | | | | |
| 3 | (The Wizards Fantastic)                                                                                           | Dan Jurgens | Bob McLeod | Mai 1996 |
| | | | | |
| Remarques | | | | |
| | | | | |
| 4 | (Webs of Time) | George Pérez | Steve Geiger, Darick Robertson, Dan Jurgens et Brandon McKinney                                                   | Juillet 1996 |
| | | | | |
| Remarques | | | | |
| | | | | |
| 5 | | | | Octobre 1996 |
| | (Crescent City Memories)                                                                                          | Darick Robertson                                                                                                  | Darick Robertson                                                                                                  | |
| | | | | |
| | (Sideshow) | Steve Gerber | James Fry | |
| | | | | |
| Remarques | | | | |
| | | | | |
| 6 | | | | Février 1997 |
| | (Breaking and Entering)                                                                                           | Larry Hama | Dietrich Smith | |
| | | | | |
| | (Lost Souls) | J. M. DeMatteis et Marv Wolfman                                                                                   | Bob McLeod | |
| | | | | |
| Remarques | | | | |
| | | | | |
| 6 | (Old Scores) | Kurt Busiek | Sal Buscema | Avril 1997 |
| | | | | |
| Remarques | | | | |
| | | | | |

## Spider-Man: Life Story
Life Story commence en 1966, quatre ans après Amazing Fantasy #15. Chaque année de publication compte pour une année au sein même de l'histoire.
| Numéro | Titre                                                                                          | Scénariste                                                                                     | Dessinateur                                                                                    | Date de publication                                                                            |
| --- | ---------------------------------------------------------------------------------------------- | ---------------------------------------------------------------------------------------------- | ---------------------------------------------------------------------------------------------- | ---------------------------------------------------------------------------------------------- |
| |                                                                                                |                                                                                                |                                                                                                |                                                                                                |
| 1 | Années 60                                                                                      | Chip Zdarsky                                                                                   | Mark Bagley                                                                                    | Mars 2019                                                                                      |
| 1966. Peter Parker, en dernière année à ESU et en couple avec Gwen Stacy, se questionne sur son rôle en tant que super-héros : doit-il, comme Captain America et Iron Man, prêter main-forte aux soldats au Vietnam, pour une guerre qu'il ne soutient pas ? Il rencontre Norman Osborn pour la première fois. Lors de la fête d'adieu à Flash, le Bouffon et essaie de le tuer. Peter le bat et appelle la police, qui le met en prison. En retard à la gare pour dire adieu à Flash, il tombe sur Gwen. N'ayant pas pris la peine de reboutonner sa chemise, elle remarque son costume de Spider-Man. |                                                                                                |                                                                                                |                                                                                                |                                                                                                |
| Remarques | Cette histoire reprend les évènements d'Amazing Spider-Man #45.                                | Cette histoire reprend les évènements d'Amazing Spider-Man #45.                                | Cette histoire reprend les évènements d'Amazing Spider-Man #45.                                | Cette histoire reprend les évènements d'Amazing Spider-Man #45.                                |
| |                                                                                                |                                                                                                |                                                                                                |                                                                                                |
| 2 | Années 70                                                                                      | Chip Zdarsky                                                                                   | Mark Bagley                                                                                    | Avril 2019                                                                                     |
| 1977. Peter et Gwen, mariés, sont devenus des scientifiques : l'un travaille pour Reed Richards, l'autre pour leur ancien professeur de biologie, Miles Warren. Flash est mort au Vietnam en 1974. Peter se rend à une boîte de nuit où travaille la fiancée d'Harry, Mary Jane Watson. D'abord heureuse de le voir, elle lui révèle qu'elle savait depuis 1962 qu'il était l'Araignée, et le critique violemment de ne pas avoir sauvé Flash. Le lendemain, le Bouffon Gris débarque au laboratoire de Warren et Gwen et révèle que le professeur a créé des clones de ses proches. Harry les fait exploser et les tue lorsque Warren avoue que la Gwen à laquelle Peter s'est marié est le clone, et celle qui vient de mourir, l'originale. Le clone de Peter et Gwen partent vivre ensemble sous un nouveau nom. |                                                                                                |                                                                                                |                                                                                                |                                                                                                |
| Remarques | Cette histoire reprend les évènements de la Saga du Clone.                                     | Cette histoire reprend les évènements de la Saga du Clone.                                     | Cette histoire reprend les évènements de la Saga du Clone.                                     | Cette histoire reprend les évènements de la Saga du Clone.                                     |
| |                                                                                                |                                                                                                |                                                                                                |                                                                                                |
| 3 | Années 80                                                                                      | Chip Zdarsky                                                                                   | Mark Bagley                                                                                    | Mai 2019                                                                                       |
| 1984. Peter et Mary Jane se sont mariés, et MJ est en train d'accoucher. Peter est retenu par les Guerres secrètes. Il revient avec un nouveau costume, le symbiote, tandis que ses deux enfants viennent de naître. Des tensions naissent au sein du couple car Mary Jane trouve que Peter n'est pas assez là pour sa famille, et parce qu'elle se compare à Gwen Stacy. Peter est traqué par Kraven qui l'enterre vivant. Peter utilise le symbiote pour sortir de terre et devient Venom, jusqu'à ce que Mary Jane fasse fuir le symbiote. Ils se séparent. |                                                                                                |                                                                                                |                                                                                                |                                                                                                |
| Remarques | Cette histoire reprend les évènements des Guerres secrètes et de la Dernière chasse de Kraven. | Cette histoire reprend les évènements des Guerres secrètes et de la Dernière chasse de Kraven. | Cette histoire reprend les évènements des Guerres secrètes et de la Dernière chasse de Kraven. | Cette histoire reprend les évènements des Guerres secrètes et de la Dernière chasse de Kraven. |
| |                                                                                                |                                                                                                |                                                                                                |                                                                                                |
| 4 | Années 90                                                                                      | Chip Zdarsky                                                                                   | Mark Bagley                                                                                    | Juin 2019                                                                                      |
| 1995. Divorcé, Peter s'est reconstruit en fondant Parker Industries, qu'il dirige. Son concurrent direct est Tony Stark, qui cherche à racheter son entreprise. Il est enlevé par un Otto Octavius vieillissant, qui le réunit avec son clone, Ben Reilly. Après un examen génétique, il leur révèle que Peter est le clone, et celui qui a vécu sous le nom de Ben Reilly avec Gwen Stacy tout ce temps, l'original. Octopus lance son bras articulé pour tuer Peter, mais Harry se sacrifie pour lui et meurt dans ses bras. Peter échange sa vie avec celle de Ben et part retrouver Mary Jane et ses enfants. |                                                                                                |                                                                                                |                                                                                                |                                                                                                |
| Remarques | Cette histoire reprend les évènements de la Saga du Clone.                                     | Cette histoire reprend les évènements de la Saga du Clone.                                     | Cette histoire reprend les évènements de la Saga du Clone.                                     | Cette histoire reprend les évènements de la Saga du Clone.                                     |
| |                                                                                                |                                                                                                |                                                                                                |                                                                                                |
| 5 | Années 2000                                                                                    | Chip Zdarsky                                                                                   | Mark Bagley                                                                                    | Juillet 2019                                                                                   |
| 2006. Peter se bat contre Ezechiel dans New York et est tué. Ben, qui a retrouvé sa vie de couple avec MJ et ses enfants, apprend la nouvelle et retourne à New York. Il rencontre Tony Stark, auquel il s'oppose frontalement au sujet du projet de loi d'identification des super-héros. Alors qu'Iron Man l'attaque et qu'il est sur le point d'être battu, Captain America et les Avengers arrivent pour le défendre. Dans leur maison rurale, Ezekiel arrive pour tuer Mary Jane et ses enfants. Après un dur combat, ils réussissent à le tuer. |                                                                                                |                                                                                                |                                                                                                |                                                                                                |
| Remarques | Cette histoire reprend les évènements de Civil War.                                            | Cette histoire reprend les évènements de Civil War.                                            | Cette histoire reprend les évènements de Civil War.                                            | Cette histoire reprend les évènements de Civil War.                                            |
| |                                                                                                |                                                                                                |                                                                                                |                                                                                                |
| 6 | Années 2010                                                                                    | Chip Zdarsky                                                                                   | Mark Bagley                                                                                    | Août 2019                                                                                      |
| 2019. Peter Parker part dans une dernière mission dans l'espace pour vaincre son dernier ennemi, Otto Octavius. Il réussit à le battre mais la station spatiale sur laquelle il se trouve est sur le point d'exploser. Il ne reste plus qu'une nacelle, alors qu'ils sont deux, avec Miles Morales, sur la station. Peter décide son ultime sacrifice pour sauver Miles. Arrivé sur Terre, Mary Jane lui confie le costume original de Spider-Man. |                                                                                                |                                                                                                |                                                                                                |                                                                                                |
| Remarques | Cette histoire reprend les évènements de Superior Spider-Man.                                  | Cette histoire reprend les évènements de Superior Spider-Man.                                  | Cette histoire reprend les évènements de Superior Spider-Man.                                  | Cette histoire reprend les évènements de Superior Spider-Man.                                  |
| |                                                                                                |                                                                                                |                                                                                                |                                                                                                |

## Mary Jane

### Mary Jane
| Numéro | Titre               | Scénariste    | Dessinateur      | Date de publication |
| ------ | ------------------- | ------------- | ---------------- | ------------------- |
|        |                     |               |                  |                     |
| 1      | (The Real Thing)    | Sean McKeever | Takeshi Miyazawa | Juin 2004           |
| 2      | (The Money Thing)   | Sean McKeever | Takeshi Miyazawa | Juillet 2004        |
| 3      | (The Loyalty Thing) | Sean McKeever | Takeshi Miyazawa | Août 2004           |
| 4      | (The Trust Thing)   | Sean McKeever | Takeshi Miyazawa | Septembre 2004      |

### Mary Jane: Homecoming
| Numéro | Titre                  | Scénariste    | Dessinateur      | Date de publication |
| ------ | ---------------------- | ------------- | ---------------- | ------------------- |
|        |                        |               |                  |                     |
| 1      | (The Cheating Thing)   | Sean McKeever | Takeshi Miyazawa | Mars 2005           |
| 2      | (The Friendship Thing) | Sean McKeever | Takeshi Miyazawa | Avril 2005          |
| 3      | (The Regret Thing)     | Sean McKeever | Takeshi Miyazawa | Mai 2005            |
| 4      | (The Homecoming Thing) | Sean McKeever | Takeshi Miyazawa | Juin 2005           |

### Spider-Man Loves Mary Jane (vol. 1)
| Numéro | Titre                           | Scénariste    | Dessinateur                             | Date de publication |
| ------ | ------------------------------- | ------------- | --------------------------------------- | ------------------- |
|        |                                 |               |                                         |                     |
| 1      | (The Boyfriend Thing)           | Sean McKeever | Takeshi Miyazawa                        | Février 2006        |
| 2      | (The Jealousy Thing)            | Sean McKeever | Takeshi Miyazawa                        | Mars 2006           |
| 3      | (The Hurtful Thing)             | Sean McKeever | Takeshi Miyazawa                        | Avril 2006          |
| 4      | (The Fantasy Thing)             | Sean McKeever | Takeshi Miyazawa                        | Mai 2006            |
| 5      | (The Unexpected Thing)          | Sean McKeever | Takeshi Miyazawa                        | Juin 2006           |
| 6      | (The Origin Thing, Part 1 of 2) | Sean McKeever | Takeshi Miyazawa et Valentine De Landro | Juillet 2006        |
| 7      | (The Origin Thing, Part 2 of 2) | Sean McKeever | Takeshi Miyazawa et Valentine De Landro | Août 2006           |
| 8      | (The Single Thing)              | Sean McKeever | Takeshi Miyazawa et Valentine De Landro | Septembre 2006      |
| 9      | (The Gwen Thing)                | Sean McKeever | Takeshi Miyazawa                        | Octobre 2006        |
|        |                                 |               |                                         |                     |
| 10     | (The Right Thing)               | Sean McKeever | Takeshi Miyazawa                        | Novembre 2006       |
| 11     | (The MJ Thing)                  | Sean McKeever | Takeshi Miyazawa                        | Décembre 2006       |
| 12     | (The Flirting Thing)            | Sean McKeever | Takeshi Miyazawa                        | Janvier 2007        |
| 13     | (The Parker Thing)              | Sean McKeever | Takeshi Miyazawa et Rick Mays           | Février 2007        |
| 14     | (The Secret Thing)              | Sean McKeever | Takeshi Miyazawa                        | Mars 2007           |
| 15     | (The Goodbye Thing)             | Sean McKeever | Takeshi Miyazawa                        | Avril 2007          |
| 16     | (The Simple Thing)              | Sean McKeever | David Hahn                              | Mai 2007            |
| 17     | (The Guarded Thing)             | Sean McKeever | David Hahn                              | Juin 2007           |
| 18     | (The Nearness Thing)            | Sean McKeever | David Hahn                              | Juillet 2007        |
| 19     | (The Thoughtful Thing)          | Sean McKeever | David Hahn                              | Août 2007           |
|        |                                 |               |                                         |                     |
| 20     | (The Next Thing)                | Sean McKeever | David Hahn                              | Septembre 2007      |

### Spider-Man Loves Mary Jane (vol. 2)
| Numéro | Titre     | Scénariste  | Dessinateur    | Date de publication |
| ------ | --------- | ----------- | -------------- | ------------------- |
|        |           |             |                |                     |
| 1      | (Issue 1) | Terry Moore | Craig Rousseau | Octobre 2008        |
| 2      | (Issue 2) | Terry Moore | Craig Rousseau | Novembre 2008       |
| 3      | (Issue 3) | Terry Moore | Craig Rousseau | Décembre 2008       |
| 4      | (Issue 3) | Terry Moore | Craig Rousseau | Janvier 2009        |
| 5      | (Issue 4) | Terry Moore | Craig Rousseau | Février 2009        |

## Marvel Team-Up
| Numéro | Titre                                                                                    | Date de publication |
| ------ | ---------------------------------------------------------------------------------------- | ------------------- |
|        |                                                                                          |                     |
| 1      | Un grain d'Homme-Sable dans les rouages (Have yourself a Sandman little Christmas)       | Mars 1972           |
| 2      | ...Plus Spider-Man font quatre ! (And Spidey makes four !)                               | Mai 1972            |
| 3      | Puissance de drainage (The power to purge)                                               | Juillet 1972        |
| 4      | Soudain... Les X-Men (And then...The X-Men)                                              | Septembre 1972      |
| 5      | Passion cérébrale (A passion of the mind)                                                | Novembre 1972       |
| 6      | Ceux qui refusent de voir... (...As those who will not seel)                             | Janvier 1973        |
| 7      | Du rififi dans le temps (A hitch in time)                                                | Mars 1973           |
| 8      | Man-Killer frappe à minuit (The Man Killer moves at midnight)                            | Avril 1973          |
| 9      | La guerre de demain (The tomorrow war)                                                   | Mai 1973            |
|        |                                                                                          |                     |
| 10     | Bombe à retardement (Time bomb)                                                          | Juin 1973           |
| 15     | Si ton œil te pousse au péché... (If an eye offend thee...)                              | Novembre 1973       |
| 16     | Prenez garde au basilic ! (Beware the Basilisk, my son !)                                | Décembre 1973       |
| 17     | Chaos au centre de la Terre (Chaos at the Earth's core)                                  | Janvier 1974        |
| 18     |                                                                                          | Février 1974        |
| 19     | Stegron... L'Homme-dinosaure (The coming of...Stegron, the Dinosaur Man)                 | Mars 1974           |
|        |                                                                                          |                     |
| 20     | Des dinosaures sur Broadway (Dinosaurs on Broadway)                                      | Avril 1974          |
| 21     | L'Araignée et l'Alchimiste (The Spider and the Sorcerer)                                 | Mai 1974            |
| 22     | Le messie des machines (The messiah machine)                                             | Juin 1974           |
| 23     |                                                                                          | Juillet 1974        |
| 24     | Moondog est son nom (Moondog is another name for murder)                                 | Août 1974           |
| 25     | Un plus un ne font pas trois (Three into two won't go)                                   | Septembre 1974      |
| 26     |                                                                                          | Octobre 1974        |
| 27     | Un ami dans le besoin (A friend in need)                                                 | Novembre 1974       |
| 28     | Manhattan enlevée (The City stealers)                                                    | Décembre 1974       |
| 29     |                                                                                          | Janvier 1975        |
|        |                                                                                          |                     |
| 30     | Tout ce qui brille n'est pas d'or (All that glitters is not gold)                        | Février 1975        |
| 31     | Le sens de la vie (For a few fists more)                                                 | Mars 1975           |
| 32     |                                                                                          | Avril 1975          |
| 33     | Quelqu'un connaît un certain Homme-Météore ? (Anibody here know a guy called Meteor Man) | Mai 1975            |
| 34     | Mortelle croisade (Beware the death crusade)                                             | Juin 1975           |
| 35     |                                                                                          |                     |
| 36     | Il était une fois un château.. (One upon a time, in a castle...)                         | Août 1975           |
| 37     | Où sont les monstres ? (Snow death)                                                      | Septembre 1975      |
| 38     | La nuit du Griffo (Night of the Griffin)                                                 | Octobre 1975        |
| 39     | Le piège (Any number can slay)                                                           | Novembre 1975       |
|        |                                                                                          |                     |
| 40     | Tir groupé (Murder's better the second time around)                                      | Décembre 1975       |

## Spider-Man and His Amazing Friends
La sortie de la série télévisée Spider-Man and His Amazing Friends en 1981 aux États-Unis incite Marvel à créer une série de comics au sujet de la série. Elle est annulée au bout d'un numéro.
| Numéro                                                                                     | Scénariste   | Dessinateur | Date de publication |
| ------------------------------------------------------------------------------------------ | ------------ | ----------- | ------------------- |
|                                                                                            |              |             |                     |
| 1                                                                                          | Dennis Marks | Dan Spiegle | Décembre 1981       |
| Spider-Man, Iceman et Firestar affrontent Norman Osborn, qui est redevenu le Bouffon vert. |              |             |                     |

## Marvel Action: Spider-Man

### Volume 1 (2018 - 2019)
| Numéro | Scénariste        | Dessinateur       | Date de publication |
| ------ | ----------------- | ----------------- | ------------------- |
|        |                   |                   |                     |
| 1      | Delilah S. Dawson | Fico Ossio        | Novembre 2018       |
| 2      | Delilah S. Dawson | Fico Ossio        | Décembre 2018       |
| 3      | Delilah S. Dawson | Fico Ossio        | Janvier 2019        |
| 4      | Erik Burnham      | Christopher Jones | Février 2019        |
| 5      | Erik Burnham      | Christopher Jones | Mars 2019           |
| 6      | Erik Burnham      | Christopher Jones | Mai 2019            |
| 7      | Delilah S. Dawson | Fico Ossio        | Juin 2019           |
| 8      | Delilah S. Dawson | Fico Ossio        | Septembre 2019      |
| 9      | Delilah S. Dawson | Fico Ossio        | Octobre 2019        |
|        |                   |                   |                     |
| 10     | Delilah S. Dawson | Davide Tinto      | Octobre 2019        |
| 11     | Delilah S. Dawson | Davide Tinto      | Novembre 2019       |
| 12     | Delilah S. Dawson | Davide Tinto      | Décembre 2019       |

### Volume 2 (2020)
| Numéro | Scénariste     | Dessinateur | Date de publication |
| ------ | -------------- | ----------- | ------------------- |
|        |                |             |                     |
| 1      | Brandon Easton | Fico Ossio  | Janvier 2020        |
| 2      | Brandon Easton | Fico Ossio  | Février 2020        |
| 3      | Brandon Easton | Fico Ossio  | Octobre 2020        |
| 4      | Brandon Easton | Fico Ossio  | Décembre 2020       |

## The New Warriors
The New Warriors est une série Marvel dont certains numéros ont accueilli un cross-over avec les principaux magazines mettant en avant Spider-Man, pendant la saga du clone.
| Numéro | Titre | Scénariste | Dessinateur | Date de publication |
| --- | --- | --- | --- | --- |
| | | | | |
| 61 | (Maximum Clonage, Introduction: Everyone Hates a Clone)                                                                  | Evan Skolnick | Patrick Zircher | Mai 1995 |
| Spidercide s'infiltre dans un laboratoire de recherche de pointe en génétique de Long Island. Il vole une cuve de nanocontagium ribonucléique. Gambit, des X-Men, enquête le lendemain sur le vol. Pendant ce temps, Angelica Jones interrompt sa séance de shopping dans le New Jersey pour apporter du renfort à Gambit, qui se lance sur la piste de Spidercide. | | | | |
| Remarque | Ce numéro est précédé par Spider-Man: The Jackal Files #1. Il trouve sa suite dans Spider-Man: Maximum Clonage Alpha #1. | Ce numéro est précédé par Spider-Man: The Jackal Files #1. Il trouve sa suite dans Spider-Man: Maximum Clonage Alpha #1. | Ce numéro est précédé par Spider-Man: The Jackal Files #1. Il trouve sa suite dans Spider-Man: Maximum Clonage Alpha #1. | Ce numéro est précédé par Spider-Man: The Jackal Files #1. Il trouve sa suite dans Spider-Man: Maximum Clonage Alpha #1. |
| | | | | |
| 62 | (Captives) | Evan Skolnick | Patrick Zircher | Juillet 1995 |
| Scarlet Spider digère la nouvelle selon laquelle il est le vrai Peter Parker. Alors qu'il se balance de toile en toile, il retrouve les New Warriors. Il leur explique pourquoi le Chacal avait fait cambrioler le laboratoire de génétique par Spidercide. Sympathisant avec Firestar, les New Warriors lui proposent de coopérer à l'avenir.                      | | | | |
| Remarque | Ce numéro est précédé par Spider-Man: Maximum Clonage #2 (Omega). Il trouve sa suite dans WSM #128.                      | Ce numéro est précédé par Spider-Man: Maximum Clonage #2 (Omega). Il trouve sa suite dans WSM #128.                      | Ce numéro est précédé par Spider-Man: Maximum Clonage #2 (Omega). Il trouve sa suite dans WSM #128.                      | Ce numéro est précédé par Spider-Man: Maximum Clonage #2 (Omega). Il trouve sa suite dans WSM #128.                      |
| | | | | |
| 63 | (Unnatural Selection) | Evan Skolnick | Patrick Zircher | Août 1995 |
| Ben retourne au QG des New Warriors pour les remercier de leur aide. Angelica Jones se rend dans un centre médical car elle pense avoir un problème de santé, mais il est attaqué par Eugenix et Genecide. | | | | |
| Remarque | Ce numéro est précédé par Spectacular Sider-Man #129. Il trouve sa suite dans New Warriors #64.                          | Ce numéro est précédé par Spectacular Sider-Man #129. Il trouve sa suite dans New Warriors #64.                          | Ce numéro est précédé par Spectacular Sider-Man #129. Il trouve sa suite dans New Warriors #64.                          | Ce numéro est précédé par Spectacular Sider-Man #129. Il trouve sa suite dans New Warriors #64.                          |
| | | | | |
| 64 | (Bang and Blame) | Evan Skolnick | Patrick Zircher | Août 1995 |
| Les New Warriors se battent contre Eugenix et Genecide et les chasse du centre médical. | | | | |
| Remarque | Ce numéro est précédé par New Warriors #63. Il trouve sa suite dans ASM #406.                                            | Ce numéro est précédé par New Warriors #63. Il trouve sa suite dans ASM #406.                                            | Ce numéro est précédé par New Warriors #63. Il trouve sa suite dans ASM #406.                                            | Ce numéro est précédé par New Warriors #63. Il trouve sa suite dans ASM #406.                                            |
| | | | | |
| 65 | (Slave Machine) | Evan Skolnick | Patrick Zircher | Septembre 1995 |
| Les New Warriors se battent contre Nita. Angelica Jones, qui a appris que ses pouvoirs causaient des problèmes de santé, propose à son compagnon d'avoir un enfant au plus vite. | | | | |
| Remarque | Ce numéro est précédé par Spider-Man: The Parker Years #1. Il trouve sa suite dans Scarlet Spider Unlimited #1.          | Ce numéro est précédé par Spider-Man: The Parker Years #1. Il trouve sa suite dans Scarlet Spider Unlimited #1.          | Ce numéro est précédé par Spider-Man: The Parker Years #1. Il trouve sa suite dans Scarlet Spider Unlimited #1.          | Ce numéro est précédé par Spider-Man: The Parker Years #1. Il trouve sa suite dans Scarlet Spider Unlimited #1.          |
| | | | | |
| 66 | (Return to Springdale)                                                                                                   | Evan Skolnick | Patrick Zircher | Novembre 1995 |
| | | | | |
| Remarque | Ce numéro est précédé par Green Goblin #3. Il trouve sa suite dans Scarlet Spider #2.                                    | Ce numéro est précédé par Green Goblin #3. Il trouve sa suite dans Scarlet Spider #2.                                    | Ce numéro est précédé par Green Goblin #3. Il trouve sa suite dans Scarlet Spider #2.                                    | Ce numéro est précédé par Green Goblin #3. Il trouve sa suite dans Scarlet Spider #2.                                    |
| | | | | |
| 67 | (Nightmare in Scarlet, Part Two: The Evil Among Us)                                                                      | Evan Skolnick | Patrick Zircher | Novembre 1995 |
| | | | | |
| Remarque | Ce numéro est précédé par Web of Scarlet Spider #3. Il trouve sa suite dans Web of Scarlet Spider #4.                    | Ce numéro est précédé par Web of Scarlet Spider #3. Il trouve sa suite dans Web of Scarlet Spider #4.                    | Ce numéro est précédé par Web of Scarlet Spider #3. Il trouve sa suite dans Web of Scarlet Spider #4.                    | Ce numéro est précédé par Web of Scarlet Spider #3. Il trouve sa suite dans Web of Scarlet Spider #4.                    |
| | | | | |

## The Clone Saga
The Clone Saga est une histoire en six numéros, sortie en 2011, qui réécrit les évènements de la saga du clone tels qu'ils auraient dû se produire en l'absence de l'immixtion éditoriale des échelons hiérarchiques de Marvel. 
| Numéro | Scénariste                   | Dessinateur | Date de publication |
| --- | ---------------------------- | ----------- | ------------------- |
| |                              |             |                     |
| 1 | Tom DeFalco et Howard Mackie | Todd Nauck  | Septembre 2009      |
| La tante May s'écroule devant Mary Jane, juste après avoir reçu un appel téléphonique d'un certain Benjamin. Hospitalisée à l'hôpital de Midtown, les médecins ne comprennent pas l'origine de son malaise, et croient trouver un problème au niveau de son sang. Mary Jane apprend qu'elle est enceinte. Alors qu'il se pose sur le toit de l'hôpital, Peter se trouve nez-à-nez avec son sosie ; un clone. Ils sont attaqués par une étrange substance verdâtre. |                              |             |                     |
| |                              |             |                     |
| 2 | Tom DeFalco et Howard Mackie | Todd Nauck  | Octobre 2009        |
| Le clone de Peter, Ben Reilly, décide de rester à New York sous l'identité de Scarlet Spider. Il se bat contre Kaine, qui répond aux ordres d'un mystérieux personnage. Ce dernier contamine Mary Jane du même virus qui a affaibli May. En apprenant que MJ est aussi visée, Kaine désobéit à son maître et emmène Spider-Man et Scarlet Spider jusqu'à la cachette du commanditaire, qui n'est autre que le Chacal. Il réussit à les capturer, et à utiliser leur sang pour lancer la production d'une armée de clones. |                              |             |                     |
| |                              |             |                     |
| 3 | Tom DeFalco et Howard Mackie | Todd Nauck  | Novembre 2009       |
| Le Chacal révèle qu'il a fait tomber May et Mary Jane malades, et que seul lui détient l'antidote. Il réussit à cloner Gwen Stacy. Toutefois, il ne réussit pas à stabiliser l'état de santé des clones à partir du sang de Peter. Le Chacal se rend alors compte que Peter est le clone, et Ben est l'original. Kaine tue le Chacal pour l'empêcher de faire du mal à Gwen, et s'échappe, laissant Peter et Ben récupérer l'antidote. May et Mary Jane sont guéries, et Peter passe le flambeau à Ben, qui devient Spider-Man. Kaine, qui est en contact avec l'homme mystérieux qui a tout orchestré, lui apprend que son plan se déroule à merveille.                                |                              |             |                     |
| |                              |             |                     |
| 4 | Tom DeFalco et Howard Mackie | Todd Nauck  | Décembre 2009       |
| Ben Reilly est devenu le seul Spider-Man de New York. Il est anxieux à l'idée de ne pas être aussi efficace que Peter l'était à sa place. Peter vit une vie de famille heureuse en attendant la naissance de son premier enfant. Kaine se bat contre le Docteur Octopus pour récupérer un produit chimique qui permettra de stabiliser l'état de santé des clones. L'homme mystérieux pour lequel Kaine travaille crée immédiatement un clone de Norman Osborn. |                              |             |                     |
| |                              |             |                     |
| 5 | Tom DeFalco et Howard Mackie | Todd Nauck  | Janvier 2010        |
| Alors qu'elle est au restaurant avec May, Mary Jane a ses contractions. Peter et Ben partent en costume à l'hôpital, mais sont arrêtés par Kaine ; Ben dit à Peter de se rendre à l'hôpital pendant qu'il s'occupe de lui. MJ accouche d'une fille, qu'ils appellent May. La sage-femme qui accouche Mary Jane, Allison Mongrain, enlève l'enfant et l'apporte à Kaine, qui le donne à l'homme mystérieux pour lequel il travaille. Cet homme mystérieux, qui est révélé comme étant Harry Osborn, injecte au clone de Norman Osborn la formule chimique qui l'avait rendu fou. Scarlet Spider est attaqué dans Manhattan par le Bouffon Vert, qui l'empale sur la lame de son planeur. |                              |             |                     |
| |                              |             |                     |
| 6 | Tom DeFalco et Howard Mackie | Todd Nauck  | Février 2010        |
| Harry torture Ben dans un entrepôt. Spider-Man arrive et se bat contre Harry. Norman essaie d'arrêter Harry avant qu'il ne commette l'irréparable, mais est empalé par le planeur d'Harry et meurt entre ses bras. Kaine ramène le bébé de Mary Jane et Peter à l'hôpital. Le lendemain, Ben Reilly salue Peter et Mary Jane, et rentre chez lui. |                              |             |                     |

## Giant-Size Super-Heroes
| Numéro | Titre                                       | Scénariste | Dessinateur | Date de publication |
| --- | ------------------------------------------- | ---------- | ----------- | ------------------- |
| |                                             |            |             |                     |
| 1 | Loup-garou de minuit (Man-wolf at midnight) |            |             | Juin 1974           |
| Bien qu'il ne soit plus sous l'influence de la pierre lunaire, John Jameson se transforme à nouveau en loup-garou. Il est attaqué par Morbius qui le mord au cou et tombe ainsi sous son influence. Après leur confrontation avec Spider-Man, Morbius s'enfuit et John Jameson disparaît. |                                             |            |             |                     |
| Remarques |                                             |            |             |                     |

## Strange Tales
| Numéro | Titre                                                                  | Scénariste | Dessinateur | Date de publication |
| --- | ---------------------------------------------------------------------- | ---------- | ----------- | ------------------- |
| |                                                                        |            |             |                     |
| Annual 2 | Dans le sillage de Spider-Man (On the trail of the Amazing Spider-Man) |            |             | 1963                |
| La Torche Humaine et Spider-Man se combattent mais finissent par s'unir pour arrêter le Renard, un voleur de tableaux. |                                                                        |            |             |                     |
| Remarques |                                                                        |            |             |                     |

## Marvel Super-Heroes
| Numéro | Titre                                                                  | Scénariste | Dessinateur | Date de publication |
| --- | ---------------------------------------------------------------------- | ---------- | ----------- | ------------------- |
| |                                                                        |            |             |                     |
| 14 | Les cabales de l'Envoûteur (The reprensible riddle of... the Sorceror) |            |             | Mai 1968            |
| Un envoûteur s'empare de l'esprit de Spider-Man et l'attire à La Nouvelle-Orléans pendant le carnaval. Il le fait combattre un homme artificiel. Mais un court-circuit détruit le cerveau de l'Envoûteur et libère Spider-Man de son emprise. |                                                                        |            |             |                     |
| Remarques |                                                                        |            |             |                     |

## Nova
| Numéro | Titre                                                     | Scénariste                                            | Dessinateur                                           | Date de publication                                   |
| --- | --------------------------------------------------------- | ----------------------------------------------------- | ----------------------------------------------------- | ----------------------------------------------------- |
| |                                                           |                                                       |                                                       |                                                       |
| 12 | L'homme surnommé...Photon (Who is the man called Photon?) | Marv Wolfman                                          | Sal Buscema et Frank Giacoia                          | Août 1977                                             |
| Alors que Peter Parker fait des recherches dans la bibliothèque du Pr. Ralph Conners, celui-ci est assassiné par le mystérieux Photon. Le neveu du défunt n'est autre que Rich Rider, alias Nova, et il va avec Spider-Man se mettre en quête de l'assassin. |                                                           |                                                       |                                                       |                                                       |
| Remarques | Cette histoire continue dans Amazing Spider-Man #171.     | Cette histoire continue dans Amazing Spider-Man #171. | Cette histoire continue dans Amazing Spider-Man #171. | Cette histoire continue dans Amazing Spider-Man #171. |

## Fantastic Four
| Numéro | Titre                                                                                                | Scénariste                                                                                           | Dessinateur                                                                                          | Date de publication                                                                                  |
| --- | --- | --- | --- | --- |
| | | | | |
| 215 | Spider-Man passera ce soir (When a Spider-Man comes calling)                                         | | | Mai 1980                                                                                             |
| Spider-Man a été capturé par les Terrifics qui s'introduisent dans le Baxter Building pour se débarrasser des Quatre Fantastiques. Après s'être libéré, Spider-Man vient à la rescousse des Quatre Fantastiques et les aide à mettre les Terrifics hors d'état de nuire. | | | | |
| Remarques | Cette histoire est la suite d'une histoire commencée dans Peter Parker : Spectacular Spider-Man #42. | Cette histoire est la suite d'une histoire commencée dans Peter Parker : Spectacular Spider-Man #42. | Cette histoire est la suite d'une histoire commencée dans Peter Parker : Spectacular Spider-Man #42. | Cette histoire est la suite d'une histoire commencée dans Peter Parker : Spectacular Spider-Man #42. |